# Geschichtsbild von der Entstehung der Mark Brandenburg

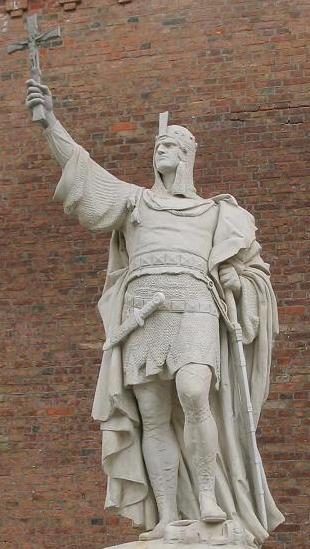
Denkmal Albrechts in der Zitadelle Spandau, Berlin (ehemals in der Siegesallee)

Das populäre Geschichtsbild von der Entstehung der Mark Brandenburg beruht auf einem Geschichtsmythos, und zwar einem Gründungsmythos: Die Mark Brandenburg sei entstanden, nachdem Markgraf Albrecht der Bär die Brandenburg in Brandenburg an der Havel als Mittelpunkt des Stammesgebietes der slawischen Heveller erobert hatte. Der Ausbau der Mark unter der Dynastie der askanischen Markgrafen von Brandenburg sei durch den Zuzug deutscher Siedler und Bürger erfolgt, die gesellschaftliche Änderungen mit sich brachten (insbesondere durch Christianisierung und agrartechnische Verbesserungen). Der Artikel bezieht sich also ausschließlich auf die Gründungsphase bis zum Aussterben der Askanier 1320.
Der populärste Ausdruck des nicht zuletzt auch politisch inspirierten Gründungsmythos ist die Statue Albrechts des Bären aus der ehemaligen Siegesallee in Berlin: Der bewaffnete Markgraf reckt das Kreuz empor als Symbol des Triumphes über die heidnischen Slawen durch Christianisierung und Kultivierung; sein eiserner Fuß ruht auf dem Kopf einer zerstörten slawischen Götterfigur. Das in dieser Statue verdichtete „Geschichtsbild“ der gewaltsamen Christianisierung wird ausführlicher erzählt in der Schildhornsage.
Den Prozess des folgenden Landesausbaus und der Kultivierung der Slawen wurde am populärsten durch Theodor Fontane in seinen Wanderungen durch die Mark Brandenburg geschildert, und zwar im 1873 erschienenen dritten Band (Havelland), dort im Kapitel „Die Wenden und die Kolonisation der Mark durch die Zisterzienser“. Da die schriftstellerische Bearbeitung des Geschichtsstoffs durch ihre hohen Auflagen den höchsten Verbreitungsgrad findet, hat die nichtwissenschaftliche Literatur das populäre Geschichtsbild am stärksten geprägt.
Dieses im engsten Kern richtige, aber durch national-ethnische Sichtweisen verzerrte populäre Geschichtsbild ist insbesondere seit 1945 durch historisch-archäologische Forschungsergebnisse relativiert worden. Die wichtigsten Differenzen zwischen dem allgemeinen, bis heute wirksamen Geschichtsbild und dem aktuellen wissenschaftlichen Geschichtsbild (siehe hierzu Entstehung der Mark Brandenburg) erläutert der folgende Artikel, beruhend vor allem auf den Forschungsergebnissen der Germania Slavica.

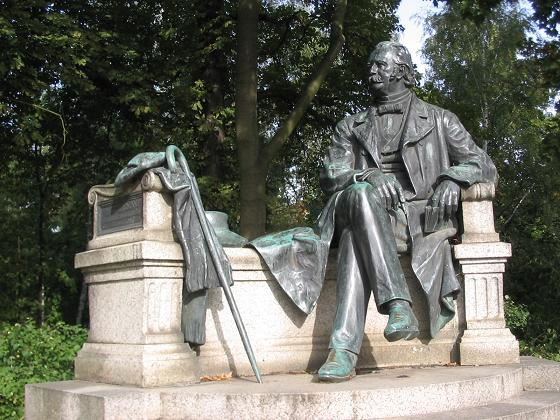
Denkmal in Neuruppin: Fontane als Wanderer in der Mark Brandenburg

## Allgemeines und wissenschaftliches Geschichtsbild
Allgemeines Geschichtsbild und Geschichtsbewusstsein sind subjektiv geprägt von persönlichen Erfahrungen vor dem Hintergrund gesellschaftlicher Entwicklungen (hier bezüglich der slawischen Nachbarn z. B. die polnischen Teilungen und ihre Folgen für die östlichen Teile Deutschlands bis hin zu den beiden Weltkriegen gegen slawische Staaten), nur bedingt beeinflusst durch die jeweils neuesten Erkenntnisse der Geschichtsforschung.
Diese beruhte bis in die Mitte des 20. Jahrhunderts ganz überwiegend auf der Analyse schriftlicher Quellen, mit der Folge der Einseitigkeit, da die Slawen zwischen Elbe und Oder vor ihrer Christianisierung keine eigenen Schriftquellen kannten. Erst durch die Verstärkung und Intensivierung der Archäologie wurde auch der slawische Anteil an der Entstehung der Mark Brandenburg erkennbar. Die neue Forschungsrichtung Mittelalterarchäologie entstand, mit differenzierten Erkenntnismöglichkeiten, vor allem durch die Dendrochronologie und die Archäobiologie. Zum Beispiel ermöglicht nun die Pollenanalyse Aussagen darüber, wann und wie bestimmte Örtlichkeiten bewachsen bzw. landwirtschaftlich genutzt worden waren. Die interdisziplinäre Zusammenarbeit zwischen Mediävistik und Archäologie ist also gerade für die slawisch-deutsche Übergangszeit unverzichtbar. In diese Interdisziplinarität werden noch stärker und systematischer als bisher andere Quellengruppen einbezogen: Onomastik, Siedlungsgeographie, Numismatik und Kunstgeschichte. Hierzu gehört auch die Zusammenarbeit mit Wissenschaftlern aus den slawischen Nachbarländern. Richtungweisend für diese immer qualifiziertere Forschung steht das in den 1970er-Jahren an der Freien Universität in Berlin gegründete Projekt der Germania Slavica, seit 1996 fortgeführt durch das GWZO in Leipzig.
Das wissenschaftliche Geschichtsbild wirkt sich nur mit Verzögerung auf das allgemeine Geschichtsbild aus.

## Eckpunkte der märkischen Geschichtsschreibung
Das sich in der Statue Albrechts des Bären und dem Fontaneschen Wenden-Kapitel ausdrückende Geschichtsbild entstand nicht voraussetzungslos. Ob die Schildhornsage schon im Mittelalter entstand, ist nicht bekannt; schriftlich erwähnt wird sie erstmals 1722. Aus diesem Grund ist auch nicht klar, ob und wie sich Sage und Geschichtsschreibung gegenseitig beeinflusst haben. Bis Fontane standen daher die beiden Topoi „blutiger Kampf“ und „Christianisierung“ im Mittelpunkt. Wenige Jahre vor Fontanes Wenden-Kapitel wurde der Zusammenhang und die Autorschaft von verschiedenen mittelalterlichen Quellen-Bruchstücken entdeckt. Doch erst als der Tractatus de captione urbis Brandenburg des Heinrich von Antwerpen zwei Jahre nach Fontanes Wenden-Kapitel publiziert wurde, konnte erkannt werden, dass den Topoi „blutiger Kampf“ und „Christianisierung“ nicht die Bedeutung zukam, die ihnen bisher zugemessen worden waren, und dass die Gründungsphase der Mark durch Albrecht mehr von Gemeinsamkeiten als durch Gegnerschaft zwischen Deutschen und Slawen gekennzeichnet war.

### Helmold von Bosau, Heinrich von Antwerpen und Pribik Pulkava (Mittelalter)
Helmold von Bosau beschreibt in seiner Chronica Slavorum vor allem die Geschichte im Bereich der Obotriten, aber er erwähnt auch Albrecht den Bären sowohl in Hinsicht auf den Wendenkreuzzug 1147 als auch auf dessen Siedlungspolitik nach 1157. Helmold war, obwohl in Bosau ein eher fern stehender Beobachter, für die märkische Geschichtsschreibung mangels besserer Quellen der entscheidende Kronzeuge, bis 1868 der Zusammenhang mehrerer schon länger bekannter chronikalischer Bruchstücke erkannt und Heinrich von Antwerpen als ihr Verfasser identifiziert wurde. Sein Tractat war als eine „verloren gegangene brandenburgische Chronik“ in die Böhmische Chronik des Pribik Pulkava (+ vermutlich 1380) eingegangen, dessen Arbeit auf Mitteilungen aus mehreren älteren Chroniken beruhte. Erst durch zweifelsfreie Zuordnung dieser Quelle wurde erkennbar:
- die genaue Identität von Pribislaw-Heinrich von Brandenburg, der bis dahin vielfach mit dem Obotritenfürsten Pribislaw (Alt-Lübeck) verwechselt worden war,
- das während der gesamten Regierungszeit des Hevellerfürsten Pribislaw bestehende Bündnis mit Albrecht dem Bären (Erbvertrag sowie Patengeschenk Zauche für Albrechts Sohn Otto) sowie
- der Umstand, dass sowohl Pribislaw als auch Jaxa von Köpenick von Geburt an getaufte Christen waren (wie nahezu alle Slawenfürsten dieser Zeit).

Von Kampf und Christianisierung in Bezug auf Pribislaw konnte also nicht die Rede sein.

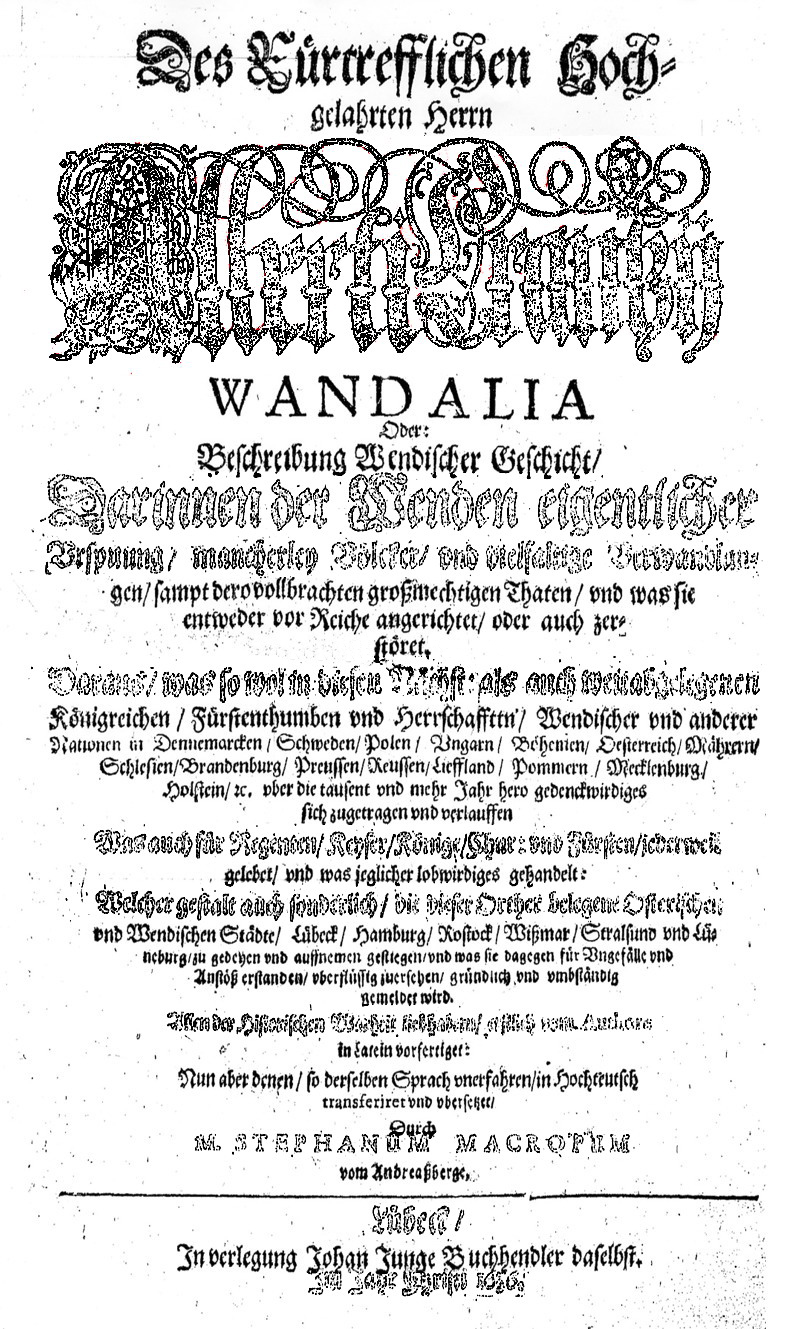
Krantz: Wandalia (Titelblatt von 1636)

### Albert Krantz (1448–1517)
Albert Krantz hat in seiner „Beschreibung Wendischer Geschichte“ (Wandalia, 1519) auch mehrfach Albrecht den Bären erwähnt, obwohl sich sein Werk im Wesentlichen mit den Obotriten in der ehemaligen Billunger Mark beschäftigt. Die wichtigsten frühen märkischen Geschichtsschreiber, Bekmann und Gundling, haben daher mehrfach auf den „berühmten Scribenten“ Bezug genommen. Seine Hauptquellen sind Adam von Bremen und Helmold von Bosau.
Krantz, Gelehrter und Diplomat in Diensten der Hansestädte Hamburg und Lübeck, führte das von ihm vertretene Wendische Quartier der Hanse, zu dem auch die brandenburgischen Hansestädte gehörten, auf die Wenden zurück. Er schilderte ihre ruhmreiche Vergangenheit, z. B. unter Berufung auf Adams von Bremen Schilderung der prachtvollen slawischen Handelsstadt Vineta, bedauert, dass unter den erobernden Sachsen Heinrich der Löwe und Albrecht der Bär ihr Name „verächtlich“ gemacht worden sei („Sklaven“), und meint abschließend, wer sich „aber unser Vorfahren Geschichte und Thaten recht zu Bewusstsein“ bringe, der könne es nur als „eine Ehre ansehen, daß wir von solchen Leuten hergeboren“.
Krantz war der Meinung, dass Heinrich der Löwe und Albrecht der Bär bei der Wiedereroberung der im Slawenaufstand von 983 verloren gegangenen Gebiete die Slawen entweder erschlagen oder vertrieben hätten. (Die These von der „Ausrottung“ der Slawen wurde erstmals ausführlich 1960 von Werner Vogel widerlegt.) Laut Krantz hat König Heinrich I. 929 „die eroberte Stadt Brandenburg zu einer Sächsischen Colonien gemachet“. (Das Wort Kolonie fand Eingang in den Begriff der Ostkolonisation und verband sich Ende des 19. Jahrhunderts bedeutungsverzerrend mit der Vorstellungen der wilhelminischen Kolonialpolitik.)

### Johann Christoph Bekmann (1641–1717)

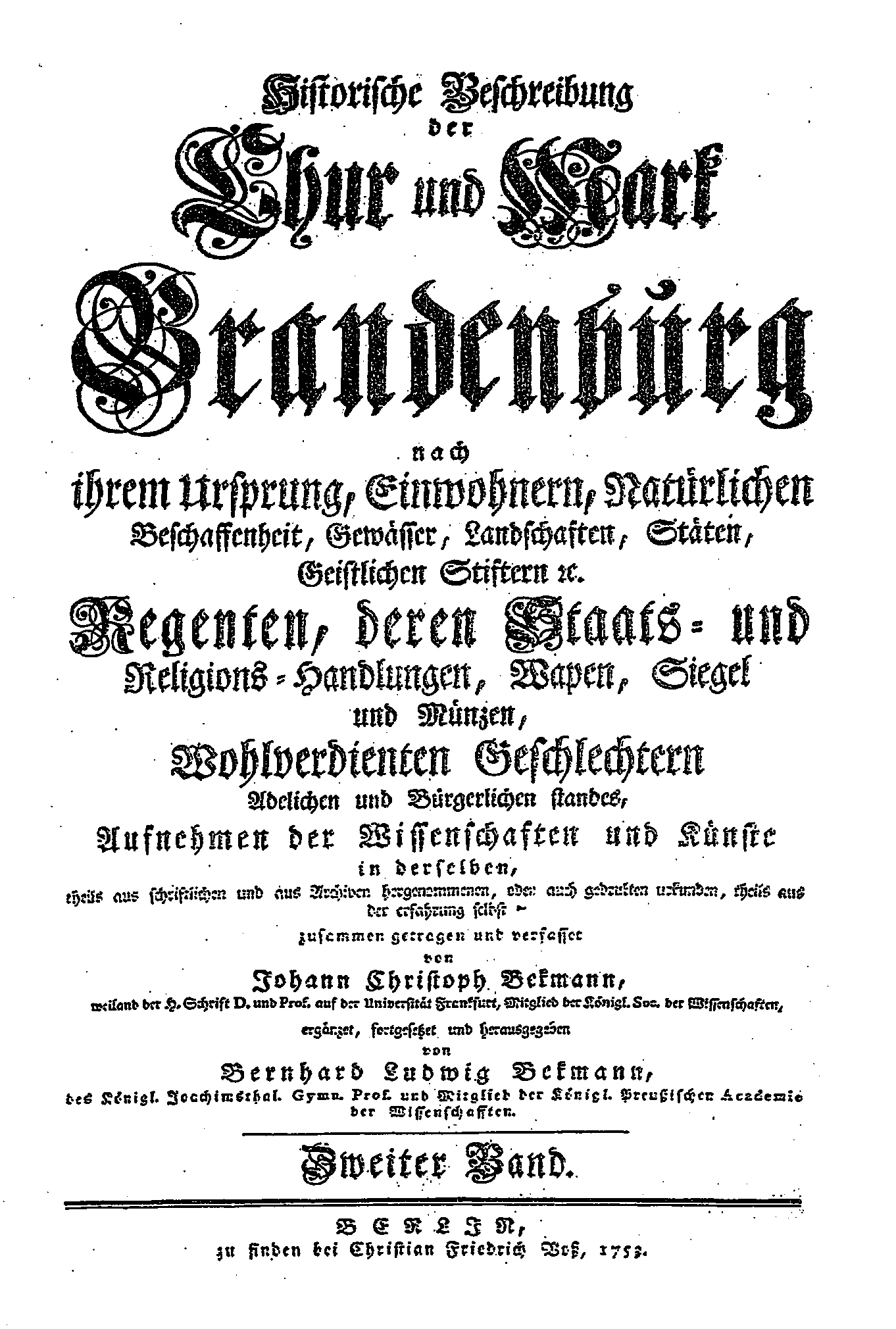
Bekmann: Historische Beschreibung der Chur und Mark Brandenburg (Titelblatt)

Johann Christoph Bekmann erhielt 1707 vom preußischen König Friedrich I. den offiziellen Auftrag, eine Geschichte der Mark Brandenburg zu verfassen. Mit ihm begann die offizielle märkische Geschichtsschreibung. Bekmann nahm Bezug auf Krantz; bei den von Bekmann genutzten Chronisten steht Helmold von Bosau noch stärker im Vordergrund. Ausführlicher als Krantz zitierte er Helmold in Bezug auf die Geschehnisse in Brandenburg, fügte aber sonst nichts hinzu, was über Helmold und Krantz hinausgehen würde. Da auch ihm die Quelle Heinrich von Antwerpen nur in Bruchstücken bekannt war, standen „blutiger Kampf“ und „Christianisierung“ im Vordergrund. Die positive Identifikation des Hanseaten Krantz’ mit den Wenden war dem Märker Bekmann fremd. Dadurch verschoben sich die Akzente.

### Freiherr Jacob von Gundling (1673–1731)

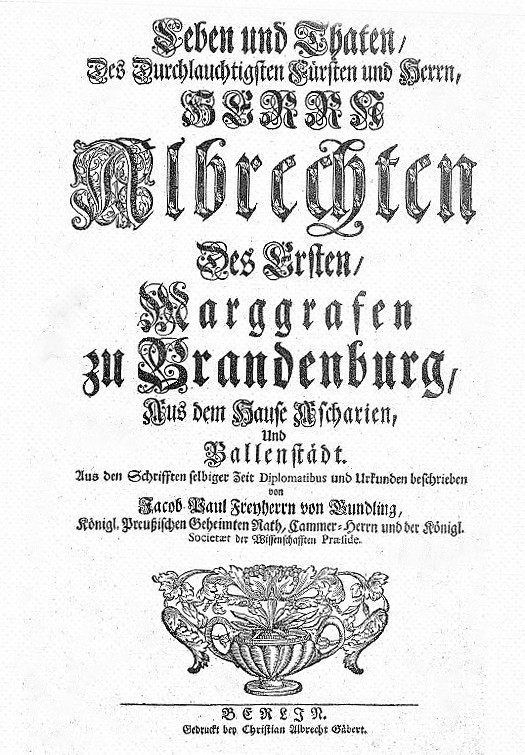
Die Lebensbeschreibung Albrechts des Bären von Gundling (Titelblatt)

Auf Krantz als „berühmten Scribenten“ hat auch der Historiker Freiherr Jacob von Gundling ausdrücklich Bezug genommen, denn die Obotriten haben zeitweise auch das Stammesgebiet der Heveller beherrscht und Albrecht hat mit den Obotriten gekämpft. Gundling war Präsident der Preußischen Akademie der Wissenschaften und führte eine systematische Quellenauswertung in die Geisteswissenschaften Preußens ein. Er war der Erste, der nicht nur Quellen sammelte, sondern sie auch (sorgfältiger als Krantz und Bekmann) zitierte und kritisch wertete:

„Die Geschichte Marggraf Albrechts des Ersten, welcher damahlen der Bähr genennet worden, sind wichtig, groß und merckwürdig, welche dahero verdienen, daß sie aus so vielen zerstreuten Schrifften und Urkunden zusammen gelesen, in Ordnung gebracht, und der Nachwelt, nach so langen Zeit-Verlauf, nunmehro zum erstenmahl auf die Weise der Jahr-Bücher, vorgestellet werden.“

Zu Beginn seines Werkes über Albrecht den Bären korrigierte er „grosse Irrungen bey der Genealogie“ der Askanier. In Paragraph 2 fährt er fort:
„Da ich nunmehro die Genealogie gegenwärtiger Ahnen-Tafel in die Ordnung gebracht, so habe ich in der Historie gleichfalls die Irrthümer entdecket, und dieselbe aus dem Weg geräumet.“
Anschließend wendet er sich wiederum gegen einzelne „irrige“ Meinungen. Unter den 15 aufgelisteten Punkten sind drei von besonderer Bedeutung für das überlieferte Geschichtsbild (hier zitiert und kommentiert):
- „Irrig ist es, was man von einem Marggraf Pribislau, so A. 1103 gestorben vorgiebt. Pribislau war kein Marggraf, sondern ein Abkömmling der Obotritischen Fürsten, welcher nicht A. 1103, sondern etwan A. 1139 verstorben.“
Gundling erkannte nicht, dass es sich bei den häufigen Nennungen von Pribislaw in den Schriftquellen um verschiedene Fürsten handelte. Der Hevellerfürst starb 1150, der Obotritenfürst nach 1156.
- „Ingleichen Marggraf Albrecht hätte bey der Tauffe seines Sohnes Marggraf Ottens, das Land Hohen Zauche, zum Pathen-Pfenning bekommen, da [= obwohl] doch Marggraf Otto gebohren war, da Pribislau noch ein Heyd und Feind der Christen gewesen.“
Pribislaw hatte aber in der Taufe den Namen Heinrich angenommen. Denn auch Gundling kannte die Quelle Heinrich von Antwerpen nur in Bruchstücken, ohne Kenntnis des Zusammenhangs und der Identität des Autors.
- „Pribislau nennen sie einen König zu Brandenburg, da [= obwohl] er doch nur ein Königl. Abkömmling der Obotriten gewesen, und zu Brandenburg zuletzt gewohnet hat.“
Erneute Verwechslung. In der Tat bezeichnet Heinrich von Antwerpen Pribislaw von Brandenburg als König (rex). Die Bedeutung des Königsrangs für den Heveller Pribislaw als auch für die Vorfahren des Obotriten Pribislaw (Nakoniden) ist jedoch bis heute unklar und umstritten.[5]

Aus den folgenden Ausführungen („Man kann von diesen Sachen nicht wohl urtheilen, wenn man die Geschichte nicht wiederholet, wie diese Länder an die Obotritische […] Herrschaft gekommen“) sind folgende Punkte für das überkommene Geschichtsbild bedeutsam (hier zitiert und kommentiert):
- Nach der Ermordung Knud Lawards 1131 sind „aber die Brizaner- und Stoderaner-Wenden von der Obotritischen Herrschafft abgerissen und endlich Marggraf Albrechten unterthänig geworden, so daß hierdurch die heutige Mark Brandenburg gegenwärtige Gestalt erhalten.“
Tatsächlich beherrschte aber Albrecht bei seinem Tode außer der Altmark nur die Zauche, das Havelland und Teile der Prignitz. In der Entstehungsphase der Mark Brandenburg übten bis in die Mitte des 13. Jahrhunderts hinein Herrschaftsrechte auch aus die Markgrafen von Meißen, die Erzbischöfe von Magdeburg, die Bischöfe von Brandenburg sowie mehrere kleinere Adelsgeschlechter vor allem in der Prignitz und im Land Ruppin.
- „Man hat Nachricht, daß es unweit Potsdam zwischen Marggraf Albrechten und König Prebislaus zum Treffen gekommen, in welchem dieser geschlagen worden, daß er mit dem Pferd durch die Havel gesetzet, wie dann der Ort nicht weit von Sacro gezeiget wird, wo der Wendische König Prebislaus durch die Havel die Flucht genommen.“
Dies gilt als die älteste Niederschrift einer Volkssage, aus der die Schildhornsage wurde. Sie trug bei zur Überbewertung des Kampfcharakters der deutsch-slawischen Beziehung.
- „Es haben einige vorgegeben, es hätte König Prebitzlau mit Marggraf Albrechten keine Kriege geführet, sondern freyen Abstand auf das Land Zaucha gethan und solches Marggraf Albrechten zum Pathen-Pfenning abgetreten; Aber dieses findet sich anders in den besten Schrifften selbiger zeit, welche deutlich zeigen, daß die Sclaven in Sachsen eingefallen, welche Marggraf Albrecht mit großer Tapfferkeit in ihren Landen angegriffen, und folgends da er über Eiß in Winter eingebrochen dieselbe bezwungen hätte.“
Gundling hält den durchaus bekannten Bruchstücken („es haben einige vorgegeben“) aus dem Leitzkauer Urkundenbesitz, geschrieben von Heinrich von Antwerpen, die hoch angesehene Quelle Helmold von Bosau entgegen, wobei er mehrere Geschehnisse vermengt: die Eroberung Brandenburg im Winter 928/929, den Slawenaufstand 983, die Kämpfe Albrechts gegen Slawen 1131 im Raum Havelberg, den Wendenkreuzzug 1147 und die Wiedereroberung der Brandenburg im Sommer 1157.
- „Marggraf Albrecht hatte grossen Theil an diesen Veränderungen [nach dem Tode Kaiser Lothars III. 1137], welchem das Glück auf solche Weise gefüget, daß selbiger nicht allein die heutige Nordliche Alt-Marck, nebst den zwischen Elb und Oder gelegenen Landen, so er so wohl mit dem Schwerdt als auch in Vertrag mit König Prebitzlauen erworben, vor sich geruhig gehalten, sondern er fande auch Gelegenheit, durch seine Ansprüche sich auf eine höhere Stuffe zu setzen, und auf seine Länder, die Reichs-Ertz-Cämmerer-Würde zu bringen.“
Gundling hielt die ehemalige Nordmark im Prinzip für identisch mit der Mark Brandenburg.[6] Erstaunlicherweise erwähnte er hier doch noch den Erwerb durch Vertrag mit Pribislaw. Das entsprechende Bruchstück der Quelle Heinrich von Antwerpen muss ihm daher bekannt gewesen sein. Als Erzkämmerer wurde erstmals 1177 Otto I., Sohn Albrechts des Bären genannt. Die Frage, wann und wie sich das Kurfürstenkollegium, verbunden mit den Erzämtern, herausbildete, ist bis heute unklar und umstritten.
- „Damit aber seine Sachen [der Kampf Albrechts um das Amt des Herzogs von Sachen] aufrecht bleiben möchten, vertrug er sich mit Prebislau dem Wendischen Könige, mit welchem er vor einigen Jahren in denen zwischen der Elbe und oder belegenen Landen Kriege geführet. Dieweilen nun dieser Obotritische König die Christliche Religion angenommen und sich tauffen lassen, massen er sich auch wiederum Henrich genennet, also truge Marggraf Albrecht kein Bedencken sich mit demselben zu verbinden, welcher dann die Holsteiner überzogen und zur völligen Bezwingung Marggraf Albrechten stattlich zur Hand gegangen.“
Da auch in dem Vorgänger Pribislaws von Brandenburg, der hier wieder mit dem Obotritenfürsten Pribislaw durcheinander geworfen wird, dem Hevellerfürst Meinfried, aufgrund seines deutschen Namens ein Christ vermutet wird, dürfte Pribislaw bereits seit Geburt Christ gewesen sein.
- „Es war auch um diese Zeit [1142] der Obotritische König Prebislaw oder Henrich wie er sich tauffen lassen zu Brandenburg verstorben, welcher alles was er noch gehabt Marggraf Albrechten gutwillig hinterlassen. […] Marggraf Albrecht bekam die Marggrafschafft Salzwedel mit aller Zubehör, wie auch seine Erbländer wieder. Ingleichen erhielt er vom Kayser das Land Prignitz und das Land Barnim und alle seine Länder mit allen hertzoglichen Rechten als ein Reichsfreyes unmittelbares Land, zum Trost und Vergeltung, daß er sein Recht auf Sachsen abgetreten. […] Man findet, daß er das Ertz-Cämmerer-Amt damahlen schon verwaltet […] welche Sachen Crantzius, der berühmte Scribent wohl angeführet, nur daß er nicht gewust, wer dieser Heinrich gewesen, welchen er vor einen Marggrafen gehalten, da er denselben einen vertriebenen König der Obotriten besser nennen können.“
Auf dem Reichstag von Frankfurt 1142 verlor Albrecht das Herzogsamt von Sachsen. Zum selben Zeitpunkt wurde Albrecht von der Reichskanzlei erstmals als Markgraf von Brandenburg bezeichnet. Gundling vermutete darin – wohl nicht zu Unrecht – eine Entschädigung. Sie wurde wirksam mit dem Tode Pribislaws, der allerdings nicht schon 1142, sondern erst 1150 starb. Wenn Gundling Albrecht schon 1142 im Besitz von Prignitz und Barnim wähnte, so spiegelt sich darin offenbar der Umstand, dass im Verlauf des Wendenkreuzzugs 1147 kleinere deutsche Adelsherrschaften in der Prignitz und im Land Ruppin, also im nördlichen und östlichen Vorfeld des Hevellerlandes entstanden, das Albrecht beim Wendenkreuzzug geschickt umgangen hatte.
- „Als Marggraf Albrecht zum Besitz dieses ansehnlichen Landes, an welchen die hertzogliche Gewalt zugleich gehefftet mit derjenigen Gewalt so Henricus Auceps und die Ottones gehabt, nunmehro [1143] gekommen, gedachte selbiger dieses auf den Teutschen Fuß einzurichten. Derselbe konnte gleichfalls den Wendischen Völckern nicht trauen, welche der Christlichen Religion, wie auch denen Teutschen feind und gramm waren, dabey auch gegen den noch lebenden Obotritischen Fürsten Nicolot im heutigen Lande Mecklenburg grosse Zuneigung trugen. […] Dieweilen aber denen Wenden in der Wische nicht viel gutes konnte zugetrauet werden, also entschlosse sich Marggraf Albrecht mit Teutschen Einwohnern das herrliche Land die Wische zu besetzen, die Wenden aber an andere Oerter zu vertheilen.“
Die von den Ottonen eroberten slawischen Gebiete zwischen Elbe und Oder galten als christianisiert. Das Abwerfen der Zwangstaufe, spätestens im Slawenaufstand 983, galt als Verrat am Glauben. Daraus entwickelte sich der Topos von der generellen „Verräterei“ der Slawen, nicht nur in religiösen Dingen. Laut Gundling sympathisierten die Christenfeinde in der Mark mit Niklot, von dem Helmold jedoch berichtet, dass dieser mit seinem Nachbarn Adolf II. von Schauenburg verbündet war. Niklot teilte sich die Obotritenherrschaft mit Pribislaw (Alt-Lübeck), der auf den Bekehrungsversuch des Bischofs von Oldenburg laut Helmold I,83 erwidert: „Wenn es dem Herrn Herzoge und Dir beliebt, daß wir denselben Glauben haben sollen wie der Graf, so mögen uns dann auch die Rechte der Sachsen in Bezug auf Güter und Steuern zuteilwerden; dann wollen wir gerne Christen werden, Kirchen bauen und unsere Zehnten entrichten.“ Gundling hätte also wissen müssen, dass die Slawen weder dem Christentum noch den Deutschen feind waren, sondern nur der Ausbeutung durch die deutsche Fürsten.
- „Es wurden also [1143] die Dörfer besetzet, mit Kirchen und Gerichten versehen, welche das Land weit besser als die Wenden anzubauen wusten […] wegen der damaligen Wendischen Weise, die Höfe und Dörffer nicht angebauet gewesen, sondern grösten Theils wüste gelegen, weil die Wenden mit wenigen zufrieden waren, und nach Guth und Reichthum nicht sonderlich getrachtet haben.“
Die Deutschen führten in der Tat Verbesserungen ein, insbesondere Eisenpflug und Dreifelderwirtschaft. Dies bedeutet jedoch nicht, dass die Slawen nichts von Landwirtschaft verstanden, sondern überwiegend von Jagd, Fischerei und Bienenzucht gelebt hätten.

Über die Besiedlung des Landes [1143] berichtete Gundling:
- Salzwedel, Werben, Arneburg seien von den Römern angelegt worden.
- Albrecht habe 1160 das Kloster Arendsee gegründet. (Tatsächlich aber erst 1183 durch Otto I.)
- Gransee sei die Residenz Pribislaws gewesen.
- Den ältesten Namen Brandenburgs berichtet Gundling korrekt unter Berufung auf Widukind von Corvey als Brennaburg (nicht etwa als Brennabor.)
- „Berlin war [1150] schon im Stande, aber es war diese Stadt sehr klein wie daselbst noch Anzeigungen seyn.“ (Die frühesten Besiedlungsspuren auf den Spreeinseln deuten jedoch in die Zeit um 1170. Spätslawische Siedlung konnte bisher nicht nachgewiesen werden.)
- An der Stelle Frankfurts an der Oder habe ein Schloss gestanden. (Es sind davon jedoch weder schriftliche Quellen noch archäologische Spuren nachweisbar.)
- Stichworte zur Christianisierung sind: Abfall nach dem Slawenaufstand 983, Übernahme des Christentums nur zum Schein, Rückfall in die Finsternis, Gründung der Klöster Arendsee (1160) und Lehnin (1190), Vertreibung verdächtiger oder „schlimmer“ slawischer Bauern, Aufhören der wendischen Sprache mit Ausnahme bestimmter Regionen. Fazit: Albrecht „führte nach und nach die Christliche Religion ein und machte alles so gelassen, daß darüber keine Klagen entstanden“.

Über den Wendenkreuzzug berichtet er zu 1148:
- „Die Wendische Fürsten waren Feinde des Christenthums, weilen man von ihnen grossen Tribut erzwungen und ihnen die Landes-Hoheit nehmen wollen. Also bekamen diese Völcker einen Abscheu vor der Christlichen Religion.“
- „Es war auch Marggraf Albrecht nicht gesonnen, die Einwohner dieses Landes auszurotten oder aufzureiben, weilen er grosse Einkünffte daraus gezogen.“
- „Es kam ein grosses darauf an, daß das Christenthum im Lande eingeführet würde, ja es war die Einrichtung der Christlichen Religion ein grosses Werck, so viel tausend Menschen zum Christlichen Glauben zu bringen, vor welchen die damahligen Wenden den allergrösten Abscheu trugen.“
- „Er konnte seinen noch Wiederspänstigen Wenden in seinem eigenen Land nicht trauen.“

Über den Angriff Jaxas von Köpenick berichtet er:

„… dass Jaxe ein Syrbischer Printz, und ein missvergnügter vornehmer Mann, welcher die Tochter des ehemaligen Fürsten Buthue des Königs Prebislaws Schwester zur Gemahlin gehabt, die Waffen ergriffen und der Burg zu Brandenburg sich bemächtigt hat. Wer dieser Jaxe oder Jazke gewesen, wird zweiffelhafftig angegeben. Einige sagen, daß Er ein Fürst in der Niederlausitz gewesen […] Es war Jaxa ein Schlesischer Graf gewesen, wie ein gelehrter Mann angeführet. […] Ich lasse diese Muthmassungen an ihren Ort bewenden, jedoch ist gewiß, daß er ein Sirbischer Printz in Schlesien und ein grosser Mann im Lande Ziaz oder Zucha gewesen, welches Land die Herrn von Hake und Rochau guten Theils innen gehabt und solches von denen Marggrafen von Brandenburg von selbigen Zeiten zu Lehen erhalten.“

Es folgt ein kurzer Bericht über die Belagerung der Brandenburg durch Albrecht und Erzbischof Wichmann von Magdeburg; sie endet mit einer „Übergabe“, in Übereinstimmung mit einem Bruchstück der Quelle Heinrich von Antwerpen. Um Gott für die „glückliche Eroberung“ der Brandenburg zu „danken“, reist Albrecht anschließend zum Heiligen Grab in Jerusalem. Nach seiner Rückkehr, „weilen er die Einführung des Christenthums vor sein gröstes Werck in seinen Landen hielte“, bemühte er sich, „die Kirchen mit Einkünfften zu versehen“, und „verlangte sehnlichst die Erbauung der Stiffts-Kirche zu Brandenburg“.
Kennzeichnend für die Arbeit Gundlings über Albrecht ist das teils widersprüchliche Neben- und Miteinander von belegbaren Fakten, Ungenauigkeiten und Fehleinschätzungen, die mangels anderer Erkenntnismöglichkeiten (z. B. durch moderne interdisziplinäre Forschung) für ihn unvermeidbar waren. Zu den Topoi Slawen und Christianisierung berichtet er sowohl positive als auch negative Aspekte. Allerdings wiederholt er immer wieder den „allergrößten Abscheu“ der Wenden vor der christlichen Religion; nur ein einziges Mal erwähnt er den Zusammenhang: „Die Wendische Fürsten waren Feinde des Christenthums, weilen man von ihnen grossen Tribut erzwungen und ihnen die Landes-Hoheit nehmen wollen. Also bekamen diese Völcker einen Abscheu vor der Christlichen Religion.“

### Valentin Heinrich Schmidt (1756–1838) und Johann Wilhelm Löbell (1786–1863)
Kennzeichnend für die auf Krantz, Bekmann und Gundling beruhende Sichtweise der Entstehungsgeschichte Brandenburgs ist die Kontroverse zwischen Schmidt und Löbell, der 1820 im Alter von 34 Jahren als Privatgelehrter in Breslau eine Klarstellung der Entstehungsgeschichte Brandenburgs versucht hatte. Ihm antwortete 1823 der Berliner Gymnasialprofessor Schmidt (67) mit Albrecht der Bär, Eroberer oder Erbe der Mark Brandenburg? Eine historisch-kritische Beleuchtung der Schrift des Herrn Dr. Löbell über den Ursprung der Mark Brandenburg:

„Herr Dr. Löbell hat in seiner Schrift, betitelt: Commentatio de origine Marchiae Brandenburgicae […] die Erwerbung der Mark Brandenburg durch Erbschaft, seiner Meinung nach, aufs bündigste bewiesen. Der Ton, der in derselben herrscht, verräth ein Selbstvertrauen, das man von einem Manne nicht erwarten durfte, von dessen Prüfungsaufgabe der Quellen der brandenburgischen Geschichte man noch nichts gehört hat.“

Schmidt tadelt die Kritik Löbells an Philipp Wilhelm Gercken (1722–1791), lobt das Werk August von Wersebes über die „niederländischen Colonieen des nördlichen Deutschlands im 12ten Jahrhundert“, ganz im Gegensatz zu Löbell, dessen Schrift „eine von Kennern längst verworfene Fabel als echt historische Wahrheit wieder aufstellt“ und damit „gegen die gründlichsten brandenburgischen Historiker anzusprechen wagt“. Bei dieser Fabel handelt es sich um den Bericht Heinrichs von Antwerpen, den Schmidt nur als eine „verloren gegangene brandenburgische Chronik“ kennt, die eingeflossen ist in die Böhmische Chronik des Pribik Pulkava († vermutlich 1380). Sie ist die Hauptquelle der Löbellschen Argumentation.
Schmidt zitiert zu Beginn seiner Entgegnung die entsprechenden Passagen aus der Böhmischen Chronik in einer Zusammenfassung, die im Wesentlichen dem Tractat Heinrichs von Antwerpen entspricht. Er bezweifelt aber ihre Zuverlässigkeit, weil sie Dinge berichtet, von denen Helmold von Bosau nichts weiß. Löbell beruft sich durchaus auf Helmold, nämlich auf dessen Bericht über die Belagerung Demmins, nach dem die Belagerer sagen: „Ist nicht das Land, das wir verheeren, unser Land und das Volk, das wir bekriegen, das Unserige? Warum sind wir unsere eigenen Feinde und zerstören unsere Einkünfte?“ Schmidt entgegnet: „Dieses – man rathe – soll den Beweis abgeben, daß die deutschen Fürsten lieber wollten Länder durch Testamente erben als sie erobern. Wenn Helmold aus dem Grab aufstände, so würde er vor dieser inconsequenten Folgerung sich entsetzen.“ Lieber erben durch Bündnispolitik anstatt Krieg zu führen gegen „einen höchst erbitterten, nicht zu vernachlässigenden Feind“ ist für Schmidt unvorstellbar. Unvorstellbar ist auch, dass Albrecht (durch Erbfall) 1150 die Burg erhalten habe: „Da müsste Albrecht nach schneller Besitznahme wieder fortgereiset seyn, und wiederum die Stadt dem Jazko abgenommen haben. Welch ein Labyrinth von Ereignissen!“
Schmidts Gesichtskreis ist über den eines Prorektors am Cöllnischen Gymnasium von Berlin nie hinausgekommen. Löbell wurde bald darauf, 1831, ordentlicher Professor an der Universität Bonn und gilt als einer der Begründer der modernen Geschichtswissenschaft.

### Gercken, Raumer, Riedel, Krabbo und Theodor Fontane (1819–1898)
Neben Löbell hielt die moderne, quellenkritische Geschichtswissenschaft Einzug in die Geschichtsschreibung Brandenburgs durch Philipp Wilhelm Gercken (1722–1791), Friedrich Ludwig Georg von Raumer (1781–1873), Adolph Friedrich Johann Riedel (1809–1872) und Hermann Krabbo (1875–1928). Bis auf Raumer waren sie intensiv in Archiven tätig und schöpften daher ihre Erkenntnisse vor allem aus genauester kritischer Kenntnis der Quellen.
Ungleich massenwirksamer als die Historiographie war jedoch die historische Belletristik in Gestalt der Wanderungen durch die Mark Brandenburg von Theodor Fontane (1819–1898). Fontane betrachtete sich selbst nicht als Historiker, sondern als Künstler. Dennoch besaß er eine gute Kenntnis der Quellen; außerdem eine im Prinzip wohlwollende Haltung gegenüber den Wenden und eine nicht unkritische Haltung gegenüber der Kirche. Vergleicht man die heutige Populärliteratur und die Informationen in Heimatmuseen und Dorfkirchenvorhallen mit Fontanes Kapitel „Die Wenden und die Kolonisation der Mark durch die Zisterzienser“ im dritten Band (1873) seiner Wanderungen durch die Mark (1862–1898), so ist unschwer ihre Herkunft von Fontane zu erkennen. Die 1868 erfolgte Identifizierung Heinrichs von Antwerpen ist ihm nicht rechtzeitig bekannt geworden; sie wurde erstmals 1875 publiziert. So beruhte seine Darstellung im Wesentlichen auf dem durch Gundling erreichten (unzureichenden) Kenntnisstand.
Fontanes Wanderungen erlebten schon zu seinen Lebzeiten mehrere Neuauflagen; ihre Popularität ist bis heute ungebrochen. Zweifelsohne haben sie das populäre Geschichtsbild am stärksten geprägt. Daher steht die kritische Auseinandersetzung mit seiner Darstellung im Mittelpunkt dieses Artikels.

### Johannes Schultze (1881–1976)
Vor dem Hintergrund der Bestrebungen der polnischen Bevölkerung in Preußen nach nationaler Selbstständigkeit, beantwortet durch verstärkte Versuche ihrer „Germanisierung“, verflog die „polnische Begeisterung“ von 1831, mit der in Preußen die Revolutionsversuche der Polen gegen das Russische Reich begleitet worden waren. Von der Mitte des 19. Jahrhunderts an nahmen die Spannungen im deutsch-polnischen Verhältnis zu, verschärften sich nach dem Ersten Weltkrieg und gipfelten in der Ausrottungspolitik des NS-Reichs gegenüber Polen und anderen slawischen Nachbarländern, der Millionen von slawischen „Untermenschen“ zum Opfer fielen. Hierzu hatte eine ideologisierte „Ostforschung“ zur „Deutschen Ostsiedlung“ wesentlich beigetragen. Viele Arbeiten zur Geschichte Brandenburgs aus der Zeit zwischen den Weltkriegen können in ihrer Belastung mit stereotypen Vorurteilen nur so verstanden werden.
Johannes Schultze (1881–1976) war durch seine Tätigkeit im Preußischen Geheimen Staatsarchiv in besonderem Maße befähigt, nach dem Zweiten Weltkrieg mit seinem fünfbändigen Werk Die Mark Brandenburg 1961–1969, das als die Krönung seines Schaffens gilt, eine vorurteilsfreiere Sichtweise vorzulegen. Johannes Schultze war wegen seiner Gegnerschaft zum NS-Reich 1944 zwangspensioniert worden. Dennoch unterlief auch ihm eine Bemerkung wie:

„Nicht unwahrscheinlich ist, daß die Wenden, den Formen der intensiven Bodennutzung abhold, es meist vorzogen, sich durch Zeidelei oder als Kossäten oder Einlieger durch Dienstleistungen für Bauern und Ritter zu ernähren, als selbst harte Landarbeit durch Rodung zu leisten; gegen ihren Willen dazu herabgedrückt wurden sie nicht.“

Schultze muss zugutegehalten werden, dass die Archäologie erst ab den 1950er-Jahren zu besseren Forschungstechniken und systematischeren Auswertungen kam und dass die moderne interdisziplinäre Forschung, im Zusammenwirken insbesondere von Mediävistik, Archäologie, Namenkunde, Siedlungsgeographie und Kunstgeschichte, erst in den 1970er Jahren entwickelt wurde, insbesondere durch das Projekt der „Germania Slavica“ an der Freien Universität Berlin, seit 1996 fortgesetzt durch das GWZO in Leipzig. Die entscheidenden Anstöße für eine neue, angemessenere Sichtweise auf das deutsch-slawische Verhältnis im Mittelalter im Rahmen der Ostsiedlung kamen von Walter Schlesinger (1908–1984) und Wolfgang H. Fritze (1916–1991). Die interdisziplinäre Sichtweise findet ihren deutlichen Ausdruck im Autorenteam des aktuellen Standardwerks Brandenburgische Geschichte (hrsg. von Ingo Materna und Wolfgang Ribbe, 1995). Dennoch bleibt Schultzes Klassiker Die Mark Brandenburg weiterhin eine kaum verzichtbare Arbeitsgrundlage, vor allem in ereignisgeschichtlicher Hinsicht.

## Das populäre Geschichtsbild über die Entstehung der Mark Brandenburg
Das bis zum heutigen Tage spürbare Geschichtsbild über die Entstehung der Mark Brandenburg formte sich am Ende des 19. Jahrhunderts, nach der Gründung des Deutschen Kaiserreichs 1871. Seine buchstäbliche bildhafte Verkörperung fand es in der Marmorstatue Albrechts des Bären, 1898 für die Siegesallee in der Nähe des Reichstags in Berlin geschaffen. In keinem anderen „Bild“ ballt sich dermaßen der Gründungsmythos Brandenburgs. Dieses „Geschichtsbild“ hatte Theodor Fontane, verstorben im Jahr der Statuen-Einweihung 1898, mit dem 3. Band (1873) seiner Wanderungen durch die Mark (1862–1898) vorbereitet, insbesondere durch das Kapitel „Die Wenden und die Kolonisation der Mark durch die Zisterzienser“. Unter Wenden verstand Fontane „den am meisten nach Westen vorgeschobenen Stamm“ westlich der Polen, wobei er die Lutizen stärker im Blickfeld hatte als die Obotriten und Pomoranen.

### Theodor Fontane: Zitate ausWanderungen durch die Mark Brandenburg
Im Folgenden werden die zehn Zitate behandelt (in der Reihenfolge ihrer Erwähnung im „Wenden“-Kapitel), die
für das durch Fontane überkommene Geschichtsbild am folgenreichsten waren.

#### Zum Namen von Brandenburg
In der ältesten schriftlichen Erwähnung der Hauptburg der Heveller wird diese Brennaburg genannt. Der Name Brennabor (bei Fontane mehrfach: Brennibor) ist frei erfunden. Der böhmische Jesuitenpater Bohuslav Balbinus versuchte 1677 die Namen der Orte in den früheren slawischen Siedlungsgebieten zu rekonstruieren, um ihre slawische Herkunft nachzuweisen. Hintergrund war der Kampf um die Dominanz der Deutschen oder der Slawen in Böhmen. Aus ethnisch-politischen Gründen ersetzte der böhmische Slawe das missliebige deutsche -burg durch das slawische, ähnliche klingende, aber urkundlich nicht belegte -bor.
Die Märker widersprachen nicht. Die Slawen galten ohnehin seit langem als feindlich und barbarisch (Fontane: „Die Wenden von damals waren wie die Polen von heut“). Ein deutsch klingender Ortsname der ehemaligen Slawenfeste Brandenburg (und damit die Anerkennung deren Herrscher als Christen) hätte sie zu gleichartig gemacht. Aktuelle Feinde (wie 1873 die westpreußischen Separatisten) ließen sich umso besser bekämpfen, desto andersartiger sie und ihre Vorfahren waren.

#### Zur angeblichen Rückkehr der „Deutschen“
Wer „wieder“ in Berührung kommt, mag alte (Gebiets-)Rechte beanspruchen. Die Herstellung einer historischen Kontinuität zwischen Semnonen und ottonischen Sachsen ist daher kritisch zu sehen. Belege für die „wenigen Spuren (verbliebenen) deutschen Lebens“ nennt Fontane nicht. Möglicherweise meinte auch er die zahlreichen Gewässernamen, die germanischen Ursprungs sind (z. B. Spree, die „Sprühende“). Aus der Übergangszeit zwischen abwandernden Germanen und zuwandernden Slawen gibt es ansonsten nur geringe archäologische Spuren verbliebener Germanen, die dann aber als bald assimiliert gelten. Die derzeitige herrschende Meinung der Geschichtsforschung geht davon aus, dass es keine nennenswerte Kontinuität gegeben hat.

#### Zur Bedeutung der märkischen Wenden als Krieger
Die Brandenburg wechselte nicht nur neunmal den Besitzer, sondern dreizehnmal: fünfmal nach Belagerung bzw. Überfall, viermal durch Verrat, einmal durch Erbanfall und dreimal aus unbekannten Gründen. Albrecht erlangte das Hevellerland durch geschickte Bündnispolitik als Erbe; zum Kampf wurde er erst durch den Verrat der Sympathisanten Jaxas gezwungen. Der Kampf fand statt in Form der üblichen Belagerung, bei der „auf allen Seiten Blut geflossen war“ (in unbekanntem Ausmaß), aber er endete durch eine Kapitulationsverhandlung, nicht durch „Sturm“.
Es gab Blutvergießen, es gab Grausamkeiten, auf beiden Seiten, aber da den fünf kämpferischen Besitzwechseln ebenso fünf kampflose gegenüberstehen, besteht durch die Formulierung der „endlos ausgesponnen Kette“ die Gefahr, den Aspekt des blutigen Kampfes überzubetonen. Für die zweihundertjährigen Kontakte der Deutschen und Slawen zwischen Elbe und Oder ist die Vorstellung eines unaufhörlichen Gemetzels unangemessen. Es gab auch Handelsbeziehungen und Bündnisse. Zweifelsohne überwog die Konfrontation.
Für die Sichtweise Fontanes war entscheidend, dass ihm, der sich nur bedingt als Historiker verstand, nur wenige Quellen zur Verfügung standen und zwar fast ausschließlich Schriftquellen (Chroniken, Annalen). Diese Art der Quellen eignet sich weniger für die Darstellung von Prozessen, sondern mehr für den Bericht über Ereignisse: Regierungsantritt und Tod von Herrschern, Schlachten usw. Anderes (nämlich „ereignislose“ Zeiten) kommt bei ereignisgeschichtlicher Betrachtung zu kurz.

#### Zur „Superiorität der Deutschen“
Fontanes Äußerungen stehen in einem gewissen Gegensatz: Einerseits wird nach seiner Meinung die kulturelle Überlegenheit der Deutschen vielfach überschätzt, andererseits war für ihn bei den Slawen die „Unkultur“ zu Hause.
Das Wort der „Unkultur“ wurde 1926, in der Zeit zwischen Abdankung des Kaisers und Machtergreifung Hitlers, vom Siedlungsforscher Werner Gley aufgegriffen, in seinem Werk Die Besiedelung der Mittelmark von der slawischen Einwanderung bis 1624:

„Anstelle der hochentwickelten germanischen Kultur, die die Semnonen als ein Volk mit Sinn für Formengebung und Schönheit geschaffen hatten, trat in slawischer Zeit ein Zustand der Unkultur wie wir ihn uns primitiver kaum denken können. Die Slawen paßten sich der rauhen Natur des Landes an, ohne ernsthaftere Versuche zu machen, die dürftigen Lebensbedingungen durch harte Arbeit zu verbessern.“

Da die „Wenden“, heutzutage in den Geschichtswissenschaften einschließlich der Archäologie besser als Elbslawen bezeichnet, keine Schriftquellen kannten, ist die Beurteilung ihrer materiellen Kultur überwiegend von archäologischen Funden abhängig. 1873, als Fontane das Kapitel über die Wenden schrieb, stand die Archäologie als Wissenschaft noch in ihren Anfängen. Erst Flinders Petrie (1853–1942) stellte Methoden und Ziele der Archäologie 1904 systematisch dar. Naturwissenschaftliche Methoden zur Datierung von Funden und Klärung der Herkunft ihres Materials wurden jedoch erst in der zweiten Hälfte des 20. Jahrhunderts entwickelt.
Dennoch kannten sowohl Fontane als auch Gley archäologische Fundstücke. Die materielle Alltagskultur der Slawen unterschied sich jedoch, wie diese Funde zeigen, nicht prinzipiell von der Kultur der abwandernden Germanen. Auch die 500 Jahre nach der Völkerwanderung von den Slawen produzierte Keramik unterscheidet sich von der der zuwandernden Deutschen im Wesentlichen nur durch die Schmuckformen: Die slawische Standbodenkeramik war geeigneter für das Abstellen auf ebenen Flächen; die frühdeutschen Kugelbodentöpfe hatten einen besseren Stand im Brennmaterial des Herdfeuers.
Die Geringschätzung der slawischen Kultur könnten Fontane und Gley daher nur aus Schriftquellen (verfasst von den Nachbarn der Slawen) abgeleitet haben. Ausdrücklich erwähnt Fontane den Bericht des Chronisten Adam von Bremen über den slawischen Fernhandelsplatz Jumne (vermutlich Wollin an der Odermündung):

„Über die Leuticier hinaus, die mit einem anderen Namen Wilzen genannt werden, tritt uns der Oderfluss entgegen, der reichste Strom des Landes der Slawen. An der Mündung desselben, da, wo er die skythischen Gewässer die Ostsee berührt, bietet die sehr angesehene Stadt Jumne den Barbaren und Griechen, die ringsum wohnen, einen viel besuchten Standort dar. Weil nun zum Preise dieser Stadt große und fast unglaubliche Dinge vorgebracht werden, so halte ich es für interessant, hier Einiges, das Erwähnung verdient, einzuschalten. Es ist wirklich die größte von allen Städten, die Europa einschließt. In ihr wohnen Slawen und andere Nationen, Griechen und Barbaren. Denn auch den dort ankommenden Sachsen ist unter gleichem Rechte mit den Übrigen zusammen zu wohnen verstattet, freilich nur, wenn sie, so lange sie sich daselbst aufhalten, ihr Christentum nicht öffentlich kund geben. Denn alle sind noch im Irrwahne heidnischer Abgötterei befangen. Übrigens wird, was Sitte und Gastlichkeit anlangt, kein Volk zu finden sein, das sich ehrenwerter und dienstfertiger bewiese. Jene Stadt, welche reich ist durch die Waren aller Nationen des Nordens, besitzt alle mögliche Annehmlichkeiten und Seltenheiten. Dort findet sich der Vulkanstopf, den die Eingebornen das griechische Feuer nennen, dessen auch Solinus gedenkt.“

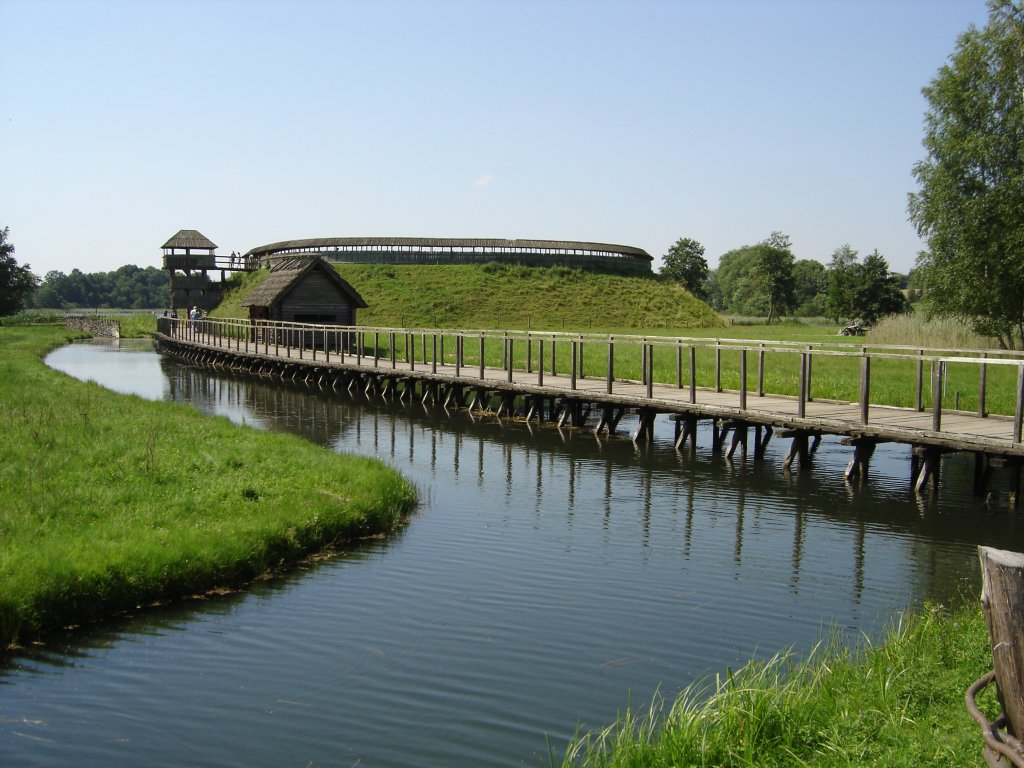
Slawischer Burgwall um 1000: Groß Raden in Mecklenburg (Rekonstruktion)

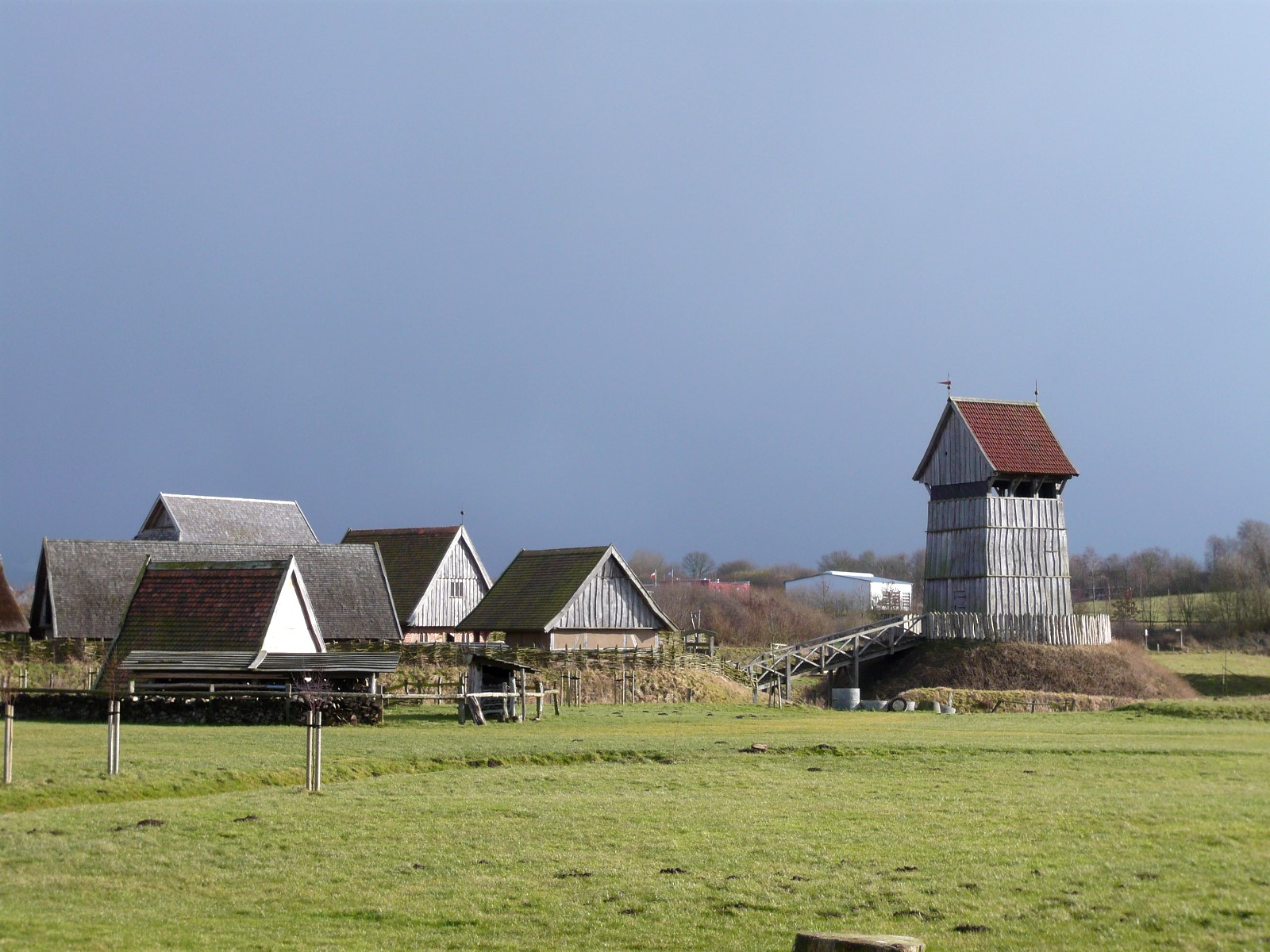
Norddeutsche Turmhügelburg (Motte) um 1200: Lütjenburg (Rekonstruktion)

Die (heidnischen) Slawen kannten noch keinen Steinbau; er wurde von ihnen erst mit der Christianisierung anlässlich des Baus von Kirchen übernommen (Polen und Russland übernahmen aber das Christentum bereits 966 bzw. 988). Über die Qualität des slawischen Holztempels in Stettin berichtet Herbord in seiner Vita des Pommern-Missionars Otto von Bamberg:

„In der Stadt Stetina aber gab es vier Continen, jedoch eine von diesen, welche die vornehmste war, war wunderbar schmuckreich und kunstreich gebaut, hatte inwendig und auswendig Skulpturen, die an den Wänden hervorragten, Bilder von Menschen, Vögeln und Tieren, so naturgetreu in ihrer Haltung dargestellt, daß man sie für atmend und lebend hätte halten mögen, und, was wohl sehr selten genannt werden muß, die Farben der äußeren Bilder konnten durch kein Schnee- oder Regenwetter verdunsten oder abgewaschen werden, so hatte es die Kunst der Maler eingerichtet. In dieses Gebäude brachten sie nach der alten Gewohnheit ihrer Väter die gewonnenen Schätze und Waffen der Feinde und was im See- oder Landkampf an Beute gemacht war, nach dem Gesetze der Entrichtung des Zehnten. Auch goldene und silberne Mischkrüge, aus denen die Vornehmen und Mächtigen zu wahrsagen, zu schmausen und zu trinken pflegten, hatten sie dort aufgestellt, um sie an festlichen Tagen wie aus einem Heiligtum hervorzuholen. Auch bewahrten sie dort zum Schmuck und zur Ehre ihrer Götter große Hörner von wilden Stieren, vergoldet und mit Edelsteinen verziert, zum Trinken geeignet, und Hörner zum Blasen, Dolche und Messer und viel kostbares Gerät, selten und schön zu sehen, was sie, als der Tempel zerstört war, alles dem Bischof und den Priestern zu geben beschlossen.“

Einen dritten Aspekt der Kultur erwähnt Thietmar von Merseburg (IV, 46) in seinem Bericht über den Besuch Kaiser Ottos III. in Polen anlässlich der Erhebung Gnesens zum Erzbistum im Jahre 1000:

„Nach Regelung aller Fragen ehrte der Herzog Boleslaw I. Chrobry den Kaiser durch reiche Geschenke und – das erfreute ihn am meisten – 300 gepanzerte Krieger.“

Kettenhemden waren überall das teuerste Ausrüstungsstück der berittenen Krieger, und Boleslaw wird sicherlich nicht die Mehrheit seiner Reitermacht verschenkt haben, also wäre von einem Bestand von mindestens 1000 polnischen Panzerreitern auszugehen.
Selbst wenn man in allen drei Fällen die übliche mittelalterliche Übertreibung abzieht, ergibt sich ein kulturelles Niveau der Slawen, das mit „Unkultur“ offensichtlich unzutreffend beschrieben ist, selbst bei Berücksichtigung des Umstandes, das die Lebensverhältnisse auf dem Land natürlich andere waren als in den großen Handelsstädten und am Hof des Herrschers, was auch Fontane ausdrücklich einräumt.
Zur großflächigen Landeserschließung mit Gewinnabsicht war der Einsatz modernster Technik und Verfahren erforderlich: eiserner Wendepflug mit Rädern, Kummetanspannung für die Pferde, Dreifelderwirtschaft mit Hufenvermessung, Wassermühlen und Steinbautechnik. Dies alles wurde vor 1150 im Slawenland noch nicht angewendet, aber auch keineswegs flächendeckend bereits im Altreich. Die neuen Techniken kamen in der ersten frühdeutschen Siedlungsphase (etwa 1150–1200) noch nicht zum Einsatz, und auch danach nicht überall und durch jedermann; hölzerne Hakenpflüge waren in der Mark noch bis weit ins 19. Jahrhundert in Gebrauch. Die für die Dreifelderwirtschaft mit Hufenvermessung günstigsten Orts- und Flurformen (Anger- und Straßendörfer, Hufengewannfluren) wurden erst in der Praxis des Landesausbaus östlich der Elbe entwickelt, an dem die Slawen beteiligt waren; systematisch wurden diese Formen erst ab etwa 1230 östlich der Havel (auf Teltow und Barnim) unter den „Städtegründern“ Johann I. und Otto III. angewendet.
Das Vorhandensein eines Kulturgefälles (hier: von West nach Ost) ist unvermeidlich. Es erklärt sich daraus, dass Erneuerungen punktuell und nicht flächenmäßig-gleichzeitig stattfinden. Kultureller Fortschritt verbreitet sich von seinem jeweiligen Ausgangspunkt aus in Wellen und erreicht den einen früher als den anderen, was ausschließlich von der räumlichen Lage seiner Wohnregion und nicht von seinen individuellen Fähigkeiten abhängt. Die ersten Werkzeuge der Menschheit (Faustkeil) wurden in Afrika erfunden; die neolithische Revolution nahm ihren Ausgangspunkt von Kleinasien. Die Germanen übernahmen kulturelle Errungenschaften von den Römern; diese wurden ein halbes Jahrtausend später von den Frühdeutschen an die Slawen weitergereicht. Das Heilige Römische Reich deutscher Nation erreichte das hohe kulturelle Niveau des vorangegangenen Römischen Reichs erst wieder am Ende des Mittelalters. Der NS-deutsche Hochmut, die Slawen wegen des Kulturgefälles als „Untermenschen“ zu bezeichnen und daraus das Recht herzuleiten, sie systematisch auszurotten, entbehrt daher jeglicher Grundlage. Diese im 19. Jahrhundert entwickelte Geringschätzung ist noch heute die Ursache für den Wortgebrauch „Polacken“ und „polnische Wirtschaft“.

#### Die Wenden als Jäger, Fischer und Bienenzüchter
Fontane führt zur Begründung dieser Behauptung an, dass es „dieselben Erscheinungen […] noch jetzt [1873] in den slawischen Flachlanden Osteuropas, auf den Strecken zwischen Wolga und Ural“ gäbe. Diese Flachlande liegen in den mehr als 2000 km Luftlinie entfernten Steppengebieten der Ostslawen.
Die Archäobotanik und die Archäozoologie erweisen jedoch, dass auch bei den Elbslawen Ackerbau und Viehzucht die Grundlage der Wirtschaft waren. Die Auswertung von Tierknochenfunden zeigt, dass (wie generell in Mitteleuropa im Frühmittelalter) Schweine als Schlachtvieh dominierten (zum Hochmittelalter hin traten Rinder stärker in Erscheinung). Bisher sind im Bereich der Elbslawen keinerlei Ställe für Großvieh gefunden worden. Ibrahim ibn Jaqub erwähnt allerdings den „Reichtum von Pferden“ im Obotritenland. Jagd hat nur untergeordnete Rolle gespielt, mit unterschiedlichen Schwerpunkten; dort wo sich mit Veränderung der Burgenstruktur eine soziale Oberschicht bildete, nahm in den Abfallfunden der Anteil von Jagdtierknochen zu.
Honig wird nur in Schriftquellen erwähnt, neben Ibrahim ibn Jaqub vor allem in Abgabenverzeichnissen: Honig, Met und Wachs; es gibt bisher jedoch keine archäologischen Funde wie Reste von Met oder Klotzbeuten. Dennoch stehen in den Abgabeverzeichnissen Getreideabgaben eindeutig an erster Stelle, wie auch die Funde von Sicheln, Mühlsteinen und Silos zeigen.
Ibn Jaqub: Die Slawen „bewohnen von den Ländern die ergiebigsten an Fruchtbarkeit und reichsten an Lebensmitteln. Sie befleißigen sich des Ackerbaus und Unterhalterwerbs und sind darin allen Völkern des Nordens überlegen. Ihre Waren gehen auf dem Lande und dem Meere zu den Rus und nach Konstantinopel.“
Sebastian Brather (2001): „Dass die Slawen zu großen Teilen Fischereibevölkerungen‘ gewesen seien, die in den spätmittelalterlichen Kietzen fortlebten, geht an der Realität vorbei und ist ein (aus dem 19. Jahrhundert stammender) Topos.“
Aus dem Umstand, dass die Slawen im Fernhandel vor allem mit Pelzen, Honig, Met und Wachs in Erscheinung traten und dass diese Waren, wenn sie in Abgabeverzeichnissen erwähnt werden, auf ein slawisches Ethnikum hindeuten, dürfen keine falschen Schlüsse gezogen werden. Sie bedeuten nicht, dass Anderes nicht vorhanden war, sonst müsste man unterstellen, dass in Flandern, der ökonomisch fortgeschrittensten Region des Hochmittelalters, angesichts der umfangreichen Getreideimporte die Getreidewirtschaft unbekannt war. Fische waren für die religiösen Fastentage von großer Bedeutung. Für die Fürsten lag es näher, diese nicht von den für den planmäßigen Getreideanbau angeworbenen Zuzüglern, sondern von den ansässigen Slawen zu verlangen.

#### Angebliche Charakterzüge der Wenden
Laut Fontane sind die Polen: „rasch, schlau, zäh, liebenswürdig, blendend, ritterlich, leidenschaftlich, opferbereit, [aber] nach außen hin abschweifend, […] fehlte ihnen das Konzentrische, während sie exzentrisch waren in jedem Sinne. Dazu die individuelle Freiheit höher achtend als die staatliche Festigung – wer erkennte in diesem allen nicht polnischnationale Züge?“
Fontane kam zu dem Schluss: „Die Wenden von damals waren wie die Polen von heut.“
Diese Art der Argumentation durch Gleichsetzung wendet er auch an anderer Stelle an: „Die abwandernden Semnonen sind die wiederkehrenden Deutschen.“ Und: „Die Hauptbeschäftigungen der Wenden waren dieselben wie noch jetzt bei den Ostslawen zwischen Wolga und Ural.“ Für diese Gleichsetzung trotz großer räumlicher und zeitlicher Entfernung gibt er keine Begründung.
Dass sich Polen seit dem Jahre 1000 als Nationalstaat verstand, der Perioden der Stärke und der Schwäche durchmachte, wie alle anderen Staaten auch, und dass Polen 1618 als europäische Großmacht fast bis an den finnischen Meerbusen und an das Schwarze Meer reichte und sich nach dem Ausbruch der Französischen Revolution als erstes Land Europas eine freiheitliche Verfassung (Verfassung vom 3. Mai 1791) gab – das zählt für Fontane nichts gegenüber der „unerschütterlichen Kraft, die zu allen Zeiten der Grundzug der germanischen Race gewesen und noch jetzt die Bürgschaft ihres Lebens ist“. Offenbar hat Polen die drei Teilungen (an denen immer auch Preußen profitierte) durch seine von Fontane getadelte „höhere Achtung der individuellen Freiheit“ selbst verschuldet. So kann es kein Wunder sein, dass das Gebiet der südlichen Lutizen in Albrechts Hände fiel.

#### Albrecht als angeblicher Klostergründer
Albrecht hat kein einziges Kloster gegründet. Bis zu seinem Tode 1170 gab es nur zwei Klöster, beide in der Altmark (Frauenklöster der Benediktinerinnen, davon Hillersleben gegründet schon im 10. Jahrhundert). Erst sein Sohn Otto gründete 1180 mit Lehnin ein askanisches Kloster, das erste östlich der Elbe, das erste Männerkloster und das erste Zisterzienserkloster. Das war keine grundsätzliche Wende, denn vier Jahre später gründet er Arendsee, wiederum ein Benediktinerinnenkloster in der Altmark. Alle Zisterzienserklöster entstanden erst nach dem Tode Albrechts: Zinna (1171 durch den Erzbischof von Magdeburg), Dobrilugk (1184 durch die Wettiner), Neuzelle (1268 durch die Wettiner). Insgesamt zählt Fontane für die Zeit bis 1300 23 Zisterzienserklöster auf; davon sind zehn Nonnenklöster; nur zwei Drittel sind askanische Gründungen (16 von 23).
Klöster sind an sich nichts Neues, und allein schon der Umstand, dass die ältesten Klöster im askanischen Bereich Frauenklöster sind, zeigt, dass sie nicht als eine Art Burgen verstanden wurden, sondern als Versorgungsstätte für adlige Töchter.
Neuartig östlich der Elbe ist nur, dass die Klöster keine „Klosterlandschaften“ wie im Altreich bilden, sondern Inseln darstellen. Bis zur Gründung des Klosters Mariensee 1258, das 1273 nach Chorin verlegt wurde, ist Lehnin (1180) das einzige zisterziensische Mönchskloster im Herzen der Mark; Marienfließ (Nonnen, 1230) und Dranse (1233) liegen in der Prignitz, Zehdenick (Nonnen, 1249) in der Uckermark und (Alt-)Friedland (Nonnen, um 1250) am Rande des Oderbruchs.
Diese nicht den Tatsachen entsprechende Darstellung Fontanes hat zwei gravierende Fehleinschätzungen zur Folge: die Bedeutung des Zisterzienserordens und – durch das Bild der „Burg“ – die Verknüpfung der Kirche mit militärischen Aufgaben.

#### Die Zisterzienser als Kulturbringer
Vor allem in den Eingangshallen der Dorfkirchen finden sich noch heute nicht selten Schrifttafeln und Faltblätter, die den Zisterziensern eine führende Rolle bei der landwirtschaftlichen Erschließung der Mark zuschreiben (ebenso beim Bau der Dorfkirchen, siehe unten). Beispiel:

„Erst im 12. Jahrhundert setzte die gewaltige Kolonisationsbewegung auch in unserer Heimat ein. Die Ritter- und Mönchsorden begannen ihre weitausgreifende Arbeit, die immer um zwei Ziele kreiste: Evangelisation und Zivilisation. Sie predigten das Evangelium, errichteten immer mehr und festere Stützpunkte und zeigten den Wenden, wie man den Kampf gegen Sand und Wasser aufnimmt und in planmäßiger Arbeit auch dem kargen, märkischen Sandboden reichen Ertrag abringen kann.“

Diese Sichtweise stärkte zum Zeitpunkt ihrer Entstehung im 19. Jahrhundert die Rolle der Kirche im Bündnis von „Thron und Altar“ zur Verteidigung der Monarchie und nahm Bezug auf das ursprüngliche Ordensideal der Zisterzienser: dem Rückzug in die Einsamkeit und die Ernährung durch eigener Hände Arbeit. Wie die Zisterzienserforschung aber inzwischen detailliert dargelegt hat, wird die Bedeutung des Ordens insoweit falsch eingeschätzt:

„Ausgehend von den in der Ordenstradition verbreiteten Hinweisen auf die Errichtung der Klöster in der Wildnis, bildete sich im 19. Jahrhundert die Lehre von den hervorragenden Leistungen der Zisterzienser in der Kultivierung nicht oder wenig erschlossener Räume heraus. Damit verknüpfte sich, namentlich in der deutschen Forschung, die Ansicht von der kulturellen Rückständigkeit aller slawischen Gebiete in der Zeit vor dem Einsetzen der sogenannten deutschen Ostkolonisation des hohen Mittelalters. Scharen von Mönchen und Konversen hätten sich als Pioniere der Zivilisation und des Deutschtums in den slawischen Einöden niedergelassen und, in gemeinsamer Arbeit mit den herbeigerufenen deutschen Bauern, im 12. und 13. Jahrhundert östlich der Elbe ‚terras desertas‘ (wüste Ländereien) in blühende Kulturlandschaften verwandelt. Selbst wenn man den Quellen entnehmen musste, dass den Zisterziensern hier schon bestehende Dörfer überlassen wurden, hielt man mit Franz Winter, dem Autor des in den Jahren 1869–1871 erschienenen dreibändigen Werkes über die ‚Zisterzienser des nordöstlichen Deutschlands‘, lange daran fest, dass die ‚eigentliche Kultivierung‘ der nur von den unfähigen Slawen bzw. ‚von armen und faulen Polen‘ bewohnten Länder von den Zisterziensern noch zu leisten war.“

Das ursprüngliche Ordensideal wandelte sich im Lauf der Jahrhunderte. Die wirtschaftlichen Erfolge der Zisterzienser durch effektive Landwirtschaft führten zu Gewinnen, mit denen sie Dörfer aufkauften, die bereits erschlossen waren, was zwar nach dem ursprünglich Ordensideal verboten war, aber zunehmend von den jährlichen Generalkapiteln der Zisterzienser toleriert wurde. Drei wirtschaftliche Betätigungen der Mönche übertrafen die Gewinne aus der Landwirtschaft: die Anlage und der Betrieb von Wassermühlen, der Betrieb von Märkten und Krügen sowie die Kreditvergabe aus den Wirtschaftsgewinnen.
Die Zinsnahme war der offensichtlichste Verstoß gegen das ursprüngliche Ordensideal, ist aber durch zahlreiche Rechnungsbücher nachzuweisen. Spätestens gegen Ende des Hochmittelalters konnte das Kloster Lehnin als die märkische „Landesinvestitionsbank“ betrachtet werden, von der die Städte, der Adel und der markgräfliche Hof Kredite nahmen. Dies war zweifelsohne von großer Wichtigkeit für den Aufstieg der Mark Brandenburg, unterscheidet sich aber sehr deutlich von der Art der behaupteten Verdienste durch harte Landarbeit.
Ungenügend gewürdigt wurden bisher auch ihre Wasserversorgungssysteme (einschließlich der Anlage von Dämmen und Brücken) für die Klöster, die neben der Trinkwasserversorgung und der Hygiene vor allem den Betrieb von Wassermühlen erlaubten, die die „Kraftwerke“ des Mittelalters darstellten, nicht nur für den Mahlbetrieb, sondern dank Nockenwellen auch für Sägen und Hammerwerke.

#### Zur Rolle der Zisterzienser beim Bau der Dorfkirchen
Noch stärker als die Verdienste der Zisterzienser für den (landwirtschaftlichen) Landesausbau werden ihre Verdienste um den Bau der märkischen Dorfkirchen überschätzt. So findet man zur Dorfkirche Marienfelde die Behauptung der dortigen Heimatforschung:
„Die jetzige Steinkirche ist von der Bauhütte Kloster Zinna erbaut, als der erste bekannte Bau dieser Bauhütte nach Fertigstellung der Klosterkirche in Zinna, die 1226 geweiht wurde.“
Diese hartnäckig verteidigte Behauptung entbehrt jeglicher Grundlage. Es gibt generell keinerlei schriftliches Zeugnis über die Beteiligung der Zisterzienser am Bau märkischer Dorfkirchen, weder in Marienfelde noch anderswo. Ebenso wenig gibt es einen schriftlichen Nachweis für die Existenz einer Bauhütte des Klosters Zinna in der Mark, ihr Vorhandensein wird lediglich vermutet. Europaweit findet sich kein Quellenbeleg für irgendeine zisterziensische Bauhütte. Die Behauptung für Marienfelde wird wie folgt begründet:
- Die Klosterkirche Zinna ist der qualitätvollste Feldsteinquaderbau der (heutigen) Mark Brandenburg und daher generelles Vorbild für alle sorgfältig gequaderte Feldsteinkirchen. Zinna im mittelalterlichen Land Jüterbog, das dem Erzstift Magdeburg gehörte, kam allerdings erst 1815 zu Brandenburg-Preußen. Das märkische Zisterzienserkloster Lehnin ist dagegen ein Backsteinbau.
- Marienfelde liegt relativ nahe an Zinna. Die Behauptung zisterziensischer Mitwirkung am Dorfkirchenbau zieht sich aber hinauf bis in die Uckermark. Jedoch selbst Marienfelde auf dem Teltow liegt näher an Lehnin als an Zinna.

Gegen die Behauptung der Marienfelder Heimatforschung sprechen:
- Sorgfältig gequaderte Feldsteinkirchen als mögliche Vorbilder für Marienfelde gibt es schon weit vor 1200 in der Altmark (Dendrodaten ab 1130[30]), lange bevor auch dort die Zisterzienser ansässig wurden.
- Die Behauptung „erster? bekannter? Bau der Bauhütte? nach Fertigstellung der Klosterkirche in Zinna, geweiht 1226“ geht von zwei falschen Voraussetzungen aus. Neueste Forschungen, die auf naturwissenschaftlichen Methoden, nicht auf legendenhaften Überlieferungen beruhen, zeigen, dass Zinna – unabhängig von der (Altar-)Weihe 1226 – erst etwa um 1230 fertiggestellt wurde sowie dass Marienfelde nicht „um 1220“ gebaut wurde, weil dies durch einen zweitverwendeten Dachbalken, dendrodatiert auf 1230, äußerst unwahrscheinlich geworden ist.
- Im heutigen Brandenburg liegen rund 850 Dorfkirchen mittelalterlichen Ursprungs, davon etwa 400 aus der askanischen Gründungszeit. Selbst wenn die Zisterzienser nur an der Hälfte von ihnen beteiligt gewesen wären, hätte dies eine deutliche Überforderung der Zisterzienser dargestellt, die Mühe hatten, ihren eigenen Klosterkirchenbau fertigzustellen: 1179 wurde der Zinnaer Abt durch (christliche) Pommern erschlagen und das Umland verwüstet. 1195 verurteilt das Generalkapitel den Abt, weil er Mönche zum Betteln nach Jüterbog geschickt hat. Das Baudatum von 1226 bezieht sich nicht auf die Weihe, sondern, wie die Bauforschung gezeigt hat, auf den Wiederbeginn der Bauarbeiten. Dann folgt eine Serie von Missernten, so dass 1230 das Generalkapitel beraten musste über einen möglichen Umzug „der Abtei von Zinna, von der gesagt wird, dass sie als Abtei nicht gehalten werden kann“. Zur Lösung des Problems wird dem Kloster Landbesitz auf dem Barnim rund um Rüdersdorf geschenkt, dessen Dorfkirchen aber ganz unterschiedliche Qualität haben. – Nur Lehnin (Stiftung 1180, Baubeginn 1183) ist wirtschaftlich erfolgreich, aber nicht durch eigener Hände Arbeit, sondern durch reiche Schenkungen bereits erschlossener Dörfer an das Hauskloster des askanischen Fürstenhauses. Die Gründung der zweiten askanische Grablege in Mariensee erfolgt erst siebzig Jahre später, um 1255; sie muss aber 1273 wegen ungünstiger Bodenverhältnisse nach Chorin verlegt werden.
- Die Behauptung einer zisterziensischen Urheberschaft geht von der Vorstellung aus, es gebe bestimmte bauherrenspezifische Bautypen (z. B. „askanische Architektur“). Insgesamt gibt es lediglich ein Dutzend unterschiedliche Grundtypen, für die sich aber bei keinem ein spezieller Bezug zu bestimmten großen Bauherren nachweisen lässt.[31] Die zum Zinnaer Klosterbesitz um Rüdersdorf gehörenden Dörfer verfügten über Dorfkirchen ganz unterschiedlicher Qualität. Parallelbeispiel: Die drei Templerdörfer um Tempelhof, räumlich und zeitlich in engem Zusammenhang entstanden, verfügten noch nicht einmal über eine einheitliche Dorfform; bauliche Details ihrer Dorfkirchen zeigen, dass sie nicht von derselben „Bauhütte“ stammen können.

Nahezu sämtliche Sakristeihäuschen an den Dorfkirchen, die Fontane ebenfalls den Zisterziensern zuschreibt, sind erst nachträglich an die Kirchen angebaut worden, und zwar meistens erst nach der Askanierzeit.

#### Zur Deutung der Dorfkirchen als Wehrkirchen
Fontane hat den Begriff der „Wehrkirche“ nie gebraucht, aber Klöster und Dorfkirchen haben für ihn burgartigen Charakter, und die Bedeutung der Wenden wurzelt für ihn in deren Kampfesmut (siehe oben). Bezüglich der von ihm erwähnten „regelmäßig wiederkehrenden Fehden [der Askanier] mit den Pommernherzögen“ wird vor allem in den populären Geschichtsdarstellungen bezüglich des gewaltsamen Todes des Zinnaer Abtes 1179 fast immer von der Gleichung ausgegangen: Pommern = Slawen = Heiden. Die Pommern waren indessen seit 1128 durch Otto von Bamberg missioniert (siehe unten), und ihr Feldzug wurde initiiert durch Heinrich den Löwen im Kampf gegen seine sächsischen Opponenten.
Für den Zeitraum von der endgültigen Inbesitznahme der Brandenburg 1157 bis zum Abschluss des Teltow-Krieges 1239–1245 sind folgende Kampfhandlungen in der Mark nachweisbar:
- 1178–80: Züge der (christlichen) Herzöge von Pommern (durch den Berliner Raum) in die (wettinische) Lausitz und das (magdeburgische) Land Jüterbog. Die Pommern sind Bündnispartner Heinrichs des Löwen, dem Kaiser Barbarossa das sächsische Herzogsamt entziehen will.
- Um 1180 zerstört der wettinische Markgraf Dietrich von der Lausitz den Burgwall Köpenick des (christlichen) Slawenfürsten Jaxa, der sich wahrscheinlich mit den (christlichen) Pommernherzögen verbündet hatte.
- 1187: Markgraf Otto II. von Brandenburg erwähnt, dass die häufige Bedrohung der Brandenburger Kirche durch heidnische Angriffe zu dieser Zeit noch andauere.
- 1195–1199: Eine Flotte der (christlichen) Dänen fährt die Oder herauf gegen die Askanier, in deren Gebiet (wahrscheinlich im Barnim) es zum Kampf kommt.
- 1200–1215: Kriegszüge der (christlichen) Herzöge von Pommern gegen die Askanier um den Besitz des Barnim.
- Um 1200 werden Köpenick und die Burg bei Mittenwalde während eines Vorstoßes der Wettiner gegen das Land Lebus zerstört.
- 1209 zieht der Wettiner Markgraf Konrad II. auf einem Zug gegen Lebus erneut über Köpenick.
- 1210 behauptet der askanische Markgraf Albrecht II. gegenüber dem Papst, dass er Teile bestimmter Zehnteinnahmen zur Abwehr slawischer Angriffe auf dem Barnim benötige (vgl. zu 1234).
- 1225 zieht Landgraf Ludwig von Thüringen als Vormund des Meißner und Lausitzer Markgrafen auf einem Zug gegen Lebus wahrscheinlich über Köpenick.
- Um 1230 gehen die brandenburgisch-pommerschen Auseinandersetzungen um den Barnim endgültig zu Ende.
- 1234: Der Bischof von Brandenburg trägt gegenüber dem Papst im Brandenburger Zehntstreit vor, dass entgegen den Behauptungen der askanischen Markgrafen (vgl. zu 1210) der Barnim keineswegs heidnischen Herren entrissen worden sei, sondern Christen, deren gegenwärtigen Einfälle nicht gegen das Christentum gerichtet seien, sondern das Gebiet dem Reich entziehen wollten. Der Papst kommt daraufhin zu dem Schluss, im ganzen Land wohnten in Wahrheit keine Heiden mehr, sondern nur noch Christen; der Markgraf habe die Kirche betrügen wollen.
- 1239–1245: Teltow-Krieg (auch Meißnische Fehde genannt) zwischen den Markgrafen von Brandenburg und Meißen; auch der Erzbischof von Magdeburg ist beteiligt. 1240 wird Köpenick zerstört; im Verlaufe der Kämpfe auch Mittenwalde und Strausberg.
- Erst 1254 erhält Strausberg, das ebenso wie Berlin/Cölln bisher über keine Burg verfügte, Stadtmauern; die politische Entwicklung macht den Bau einer Burg überflüssig.

Angesichts dieser Erscheinungen verneint die herrschende Meinung der Historiker die von der älteren Forschung immer wieder konstatierten „Burgenlinien“ und „Etappenstraßen“ zum Schutz gegen die (heidnischen) Slawen. Schon Johannes Schultze (1961/62) bezweifelte:

„Nicht recht im Einklang mit den Hinweisen Markgraf Ottos II. 1187 auf die Regsamkeit der Heiden und die von ihnen erlittenen Unbilden steht allerdings die Tatsache, dass die St. Gotthardkirche in dem Brandenburger Vorort Parduin seit der Zeit der letzten Hevellerfürsten keiner Zerstörung zum Opfer fiel, ebenso wenig auch die an der Stelle des Triglawheiligtums auf dem Harlungerberg errichtete Marienkirche (1166 zuerst erwähnt) […] Beachtenswert ist in diesem Zusammenhange die Tatsache, dass es im Gebiet der Mark Brandenburg weder ein nachgewiesenes christliches Märtyrertum noch einen Heiligen der katholischen Kirche gegeben hat.“

Die tatsächliche Gefahrensituation ergibt sich beispielhaft aus der detailreichen Schilderung des Teltow-Kriegs: In dieser Fehde, in der Erzbischof, Bischof und Markgrafen in eigener Person handgreiflich bis zur Verwundung und Gefangenschaft wurden, waren massive Steingebäude zweifelsohne von großem Nutzen, wenn auch nicht gegen heidnische Slawen, sondern gegen die christlichen Nachbarn. Die als „Wehrkirchen“ in Anspruch genommenen Feldsteinquaderkirchen entstanden auf dem Teltow und Barnim nicht vor 1230, weiter östlich noch später, also eigentlich erst nach dem Ende des Teltow-Kriegs, der die rivalisierenden Kämpfe der (christlichen) Feudalmächte um die Mittelmark beendete.
Die Wehrkirche wird definiert als „eine zu Verteidigungszwecken wehrhaft, bisweilen burgartig ausgebaute Kirche mit starker Umwallung oder Kirchhofsmauer, festem Torturm, bergfriedartigem Kirchturm, wehrgangartigem Obergeschoß. W. dienten in Kriegszeiten der Bevölkerung als Zuflucht. Im Norden wurden sie als Rundanlagen errichtet (z. B. auf Bornholm), in Thüringen, Süddeutschland und Siebenbürgen zu Kirchenburgen ausgestaltet.“ Nicht ausdrücklich erwähnt, aber in Kirchenburgen oft vorhanden sind Speicher und Brunnen oder Zisternen, Grabensysteme und manchmal sogar Fallgatter und Zugbrücken.
Über alle diese Einrichtungen verfügen märkische Feldsteinquader-Dorfkirchen nicht. Ihr Mauerwerk ist knapp einen Meter dick; im Turmbereich werden bis zu zwei Meter erreicht. Dort finden sich auch Schlitzfenster, manchmal auch Holzsperrbalken für die Portale („Wehrbalken“), selten innen liegende Treppen. Aber den Schlitzfenstern fehlt nach innen hin die Ausweitung, um sie als Schießscharten nutzen zu können, auch fehlen Standflächen für mögliche Schützen. Die Türme sind gegenüber dem Kirchenschiff nicht abgeschlossen; oft liegen die Apsisfenster so niedrig, dass ein Eindringen in das Schiff auch ohne Leiter möglich ist. Da die Wasserversorgung fehlt, können die Dorfkirchen nur kurzfristig als Schutzräume dienen. (Kirchen-)Burgen sind sie nicht.
In Darstellungen ist etwa seit 1900 der Eindruck erweckt worden, als handele es sich bei den Feldsteinkirchen um eine Art militärisches Bauprogramm, das mit dem Fortschreiten der „Ostkolonisation“ frontlinienmäßig nach Osten vorgeschoben wurde, gegen feindliche Slawen. Dazu passt die Vorstellung einer militärischen „Etappenstraße“, die sich angeblich quer über den Barnim von Spandau bzw. Berlin über Bernau nach Oderberg zog, was wiederum zur irrigen Behauptung eines „askanischen Wehrturms“ als Ursprung der Dorfkirche Ladeburg führte.
Dass die Vorstellung der „Ostkolonisation“ am Beispiel der wilhelminischen Kolonialpolitik entstanden ist, zeigt sich an folgendem Zitat:

„Um die Wende des 12. und 13. Jahrhunderts war der Teltow noch ein slawisches Gebiet […] Allmählich drang also der Deutsche in das Land ein. Er mußte natürlich auf seiner Hut sein und sich, ähnlich wie wir es bei unseren afrikanischen Kolonien getan haben, militärisch sichern. […] Daher nutzte man ein Bauwerk inmitten des Dorfes auch für militärische Zwecke aus: die Kirche.“

Aber schon in der zwischen 1801 und 1805 veröffentlichten Geschichte der Preußischen Staaten von Johann Friedrich Reitemeier wurde die mittelalterliche Ostsiedlung mit der „Colonisation und Einwanderung der Europäer nach Nordamerika“ verglichen. Damit verband sich die Vorstellung vom Ausbau der Vereinigten Staaten durch ein stetes Vorrücken der Western Frontier, abgesichert durch Forts. Tatsächlich handelte es sich aber bei der deutschen Ostsiedlung mehr um ein punktuelles Einsickern und eine Vermischung.

#### Fazit
Durch Fontanes Wanderungen kann der Eindruck entstehen, die Entstehung und Entwicklung der Mark Brandenburg in dem Jahrhundert zwischen 1150 und 1250 war das alleinige oder stark überwiegende Werk der Askanier und der Zisterzienser. Ungenügend gewürdigt wird dabei die seit 1147 in Erscheinung tretende Siedlungstätigkeit kleinerer Adelsgeschlechter in den brandenburgischen Gebieten, die die askanischen Kernlande Zauche, Havelland, Teltow und Barnim umrahmen, also in der Prignitz und Uckermark, in Ruppin, Lebus und Beeskow-Storkow, vom magdeburgischen Jüterbog-Luckenwalde und von der wettinischen Niederlausitz ganz zu schweigen. Der Landesausbau in der Uckermark und im Land Lebus wurde durch die Herzöge von Pommern bzw. Schlesien eingeleitet.
Alle Genannten beauftragten Lokatoren mit der Landeserschließung, wozu diese wiederum vor allem aus Norddeutschland bis hin nach Flandern Bauern anwarben. Es ist das Verdienst der Askanier, diese ebenso bemerkenswerten wie unverzichtbaren Anfänge in der zweiten Hälfte des 13. Jahrhunderts gebündelt zu haben, und das Verdienst der Zisterzienser, das unter anderer Anleitung erschlossene und dann durch Schenkung oder Kauf erworbene Bauernland gewinnbringend zum Nutzen des Landes verwaltet zu haben.
Dies alles muss mit bedacht werden, wenn der Blick auf das klassische Geschichtsbild scheinbar alles auf die Person Albrechts des Bären fokussiert. Ausgewogener ist die Denkmalssituation zur Entstehung Berlins vor der Berliner Nikolaikirche: dem Siegel der Städtegründer Johann I. und Otto III. sind beigesellt die Wappen der Berliner mittelalterlichen Zünfte und Innungen (Viergewerke).

### Kaiser WilhelmII. und Albrecht der Bär

#### Die Statue Albrechts des Bären in der Siegesallee
Basierend auf dem durch Fontanes Wanderungen populär gemachten Geschichtsbild entwickelte Kaiser Wilhelm II. für die Siegesallee die Einbeziehung der askanischen Markgrafen in die Herrscherfolge, die zur Errichtung des Deutschen Kaiserreichs von 1871 führte. Da die dargestellte Herrscherfolge im Hochmittelalter des 12. Jahrhunderts begann, wollte das Wilhelminische Kaiserreich demnach als Wiederherstellung des Heiligen Römischen Reichs deutscher Nation betrachtet werden. Dieses neue Reich sollte Deutschland Weltgeltung verschaffen, unter anderem durch die Gründung von Kolonien.

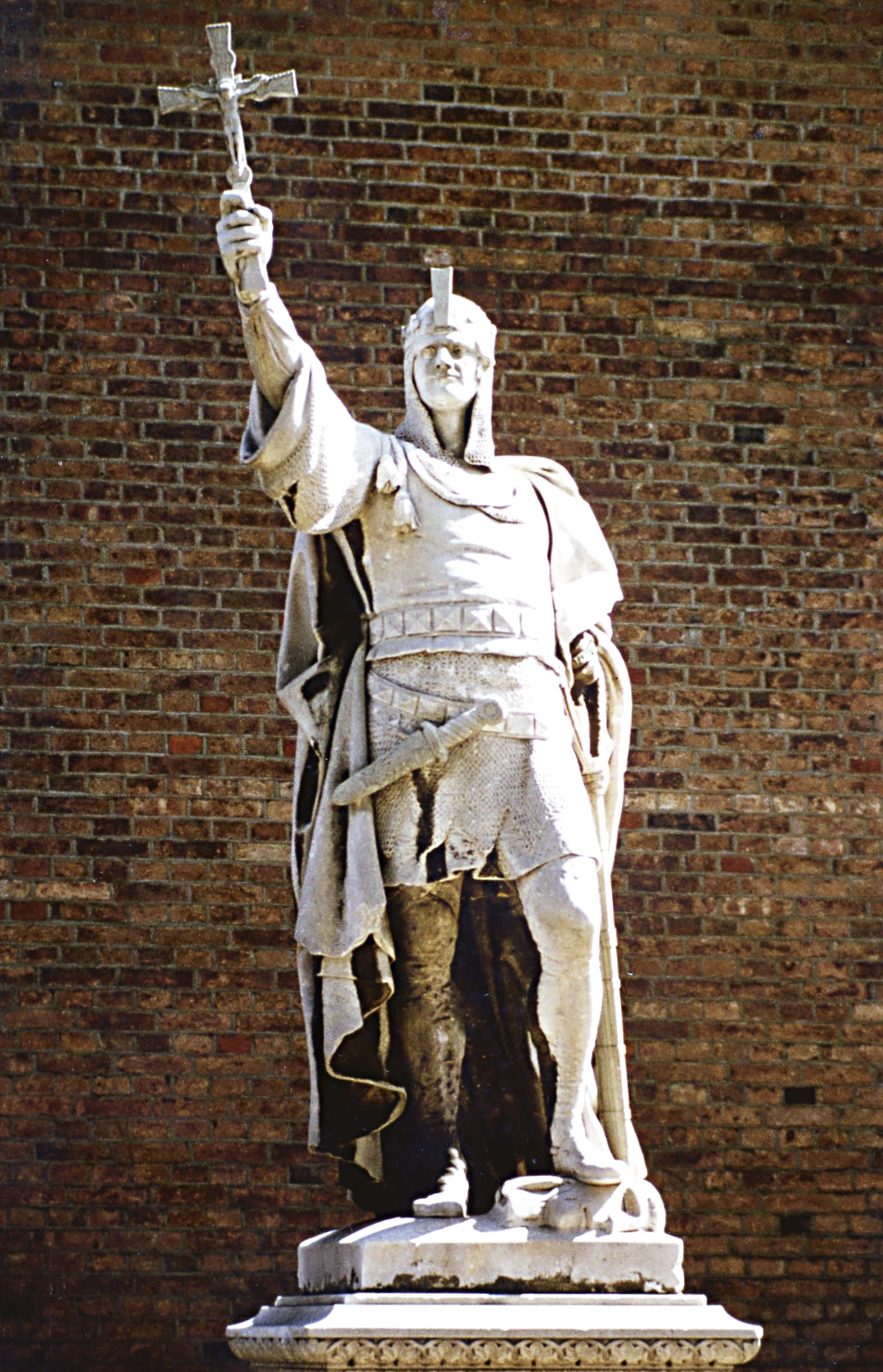
Albrecht der Bär reckt das Kreuz in Berlin

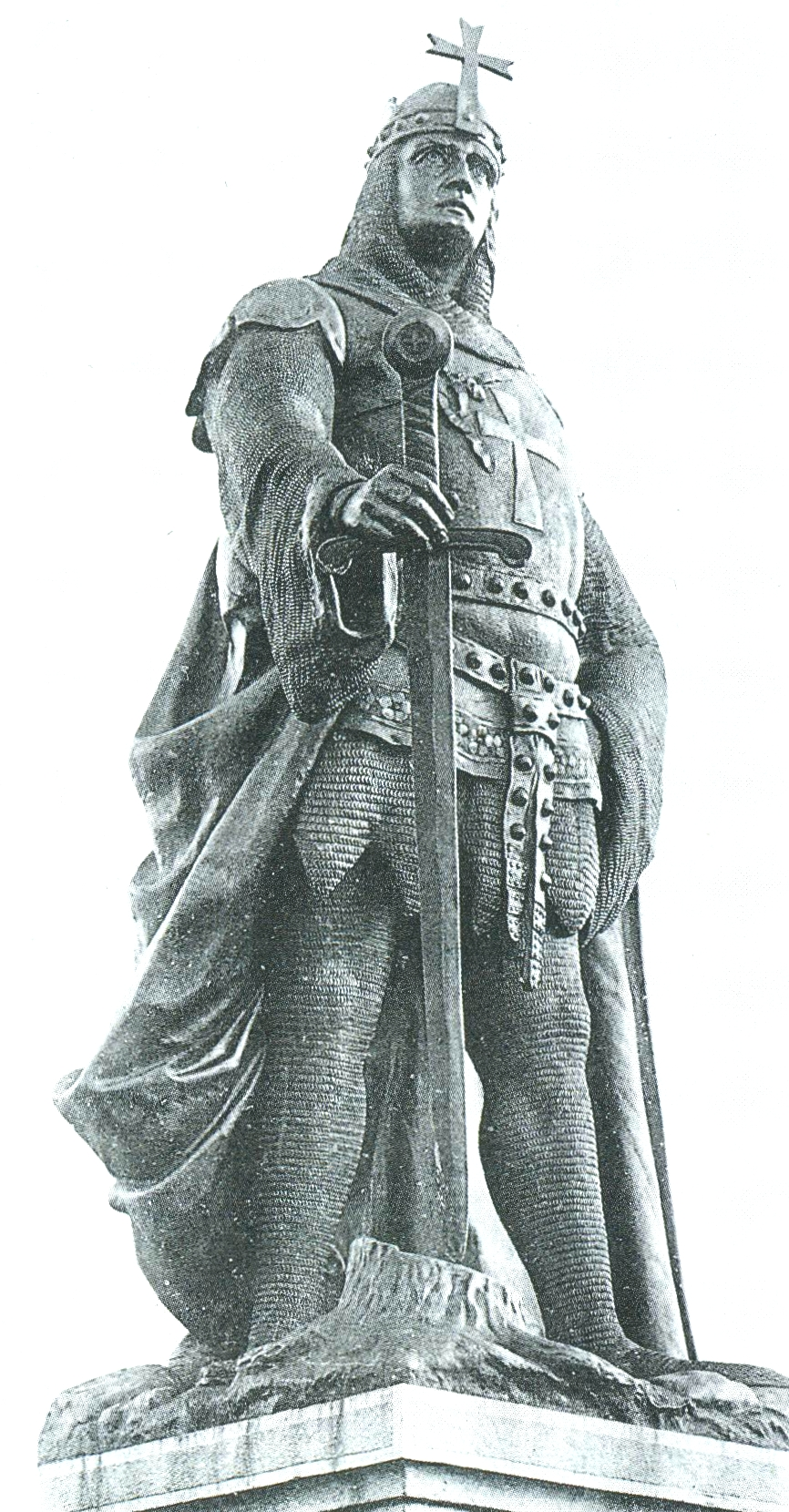
Albrecht: Kreuz und Schwert auch in Ballenstedt

Fontane verstand sich mehr als Literat, denn als Historiker. Bei Wilhelm II. ist indessen auch politische Absicht zu unterstellen, denn Geschichtsbilder sind Gegenstand der Geschichtspolitik (vgl. auch Nationalgeschichte). Mit der Statue Albrechts des Bären sollten drei Botschaften vermittelt werden, von denen die wichtigste unübersehbar lautet:
- Durch Albrecht den Bären triumphierte das christliche Kreuz über die slawischen Götzen. Dies steht im Vordergrund seiner Verdienste.
- Er ist der Schöpfer der Mark Brandenburg.
- Die Stellung der Statue Albrechts am Beginn der Siegesallee besagt: Letztlich entstand das wilhelminische Deutsche Kaiserreich aus der Mark Brandenburg.

Folgende politische Absichten sind aus der mit Albrecht beginnenden Siegesallee zu erkennen:
- Die Hohenzollerndynastie betonte ihren Führungsanspruch im Deutschen Kaiserreich gegenüber den älteren Dynastien der Welfen, Wettiner, Wittelsbacher, Anhaltiner und Mecklenburger, die durch die Einigungskriege 1864–1871 ins preußisch dominierte Reich gezwungen wurden. Um ebenso alt zu erscheinen, wurden Albrecht und die Askanier vereinnahmt und als „Prä-Hohenzollern“ dargestellt.
- Das christliche Kreuz Albrechts unterstrich das Bündnis von Thron und Altar, das zur Rechtfertigung des königlichen Herrschaftsanspruchs benötigt wurde. Dieser Anspruch wurde aus dem Gottesgnadentum abgeleitet. Die wachsende Arbeiterbewegung forderte dagegen Herrschaftslegitimation durch Wahlen und wurde daher mit den Sozialistengesetzen bekämpft. Ihr wurde das göttliche Kreuz entgegengereckt.
- Die erst spät mit dem Kaiserreich beginnende, umstritten forcierte deutsche Kolonialpolitik Wilhelms II. erhielt durch die Begriffsbildung „Ostkolonisation“ für die Landnahme Albrechts des Bären den Anschein einer alten Tradition. Die Bezeichnung der askanischen Siedlungspolitik als Kolonisation ist nicht zwangsläufig vorgegeben, schon gar nicht im Sinne des 19. Jahrhunderts.
- Die Rüstung Albrechts (Kettenpanzer) deutete darauf hin, dass umstrittene Gebietsfragen zwischen Deutschen und Slawen schon immer nur mit Gewalt gelöst werden konnten.[40]

Die Polen forderten spätestens mit der Gründung des Deutschen Kaiserreichs immer stärker nationale Einigung auch für sich, nämlich die Wiederherstellung Polens, das durch die drei polnischen Teilungen seine Eigenstaatlichkeit verloren hatte. Insbesondere für die Region um Posen war umstritten, ob sie unter historischem Blickwinkel eher deutsch oder slawisch-polnisch geprägt wäre.
Fontane stand den „Wenden“ väterlich wohlwollend-nachsichtig gegenüber. Da er allerdings das Wort „Unkultur“ benutzt hatte, konnten die von ihm gelieferten Stichworte zum Bild der „kampfeswütigen Götzendiener“ zugespitzt werden. Ging es unter Wilhelm II. nur um die Abwehr polnischer nationalstaatlicher Bemühungen, so verstärkte sich das Gefühl der Bedrohung Deutschlands durch diese Forderungen nach dem Ersten Weltkrieg, als es in der Konsolidierungsphase des wiederhergestellten polnischen Staates zu kriegerischen Auseinandersetzungen zwischen Polen und Deutschland kam. Die Polen wurden ihrerseits im Polnisch-Sowjetischen Krieg von der Roten Armee überrannt. Diese „bolschewistische Gefahr“ aus dem Osten, nicht zuletzt repräsentiert durch die KPD im Deutschen Reichstag, steigerte die Furcht vor möglichen Aggressionen der slawischen Nachbarstaaten. Das Klischee der bösartigen Slawen, der „Gefahr aus dem Osten“ verfestigte sich.

#### Zur Christianisierung der Slawen

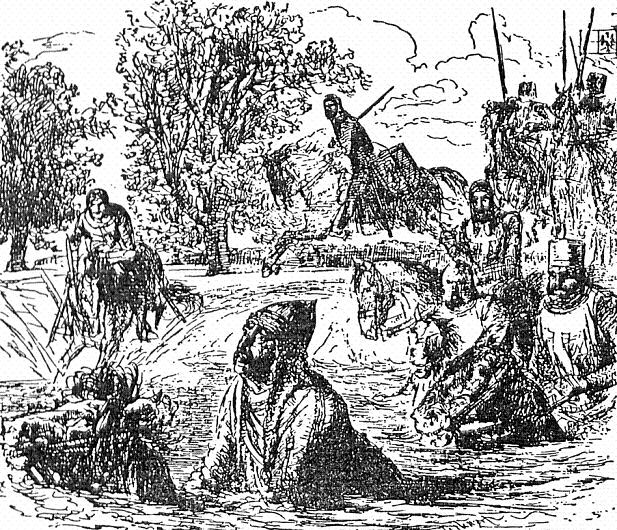
Anders als in der Schildhornsage behauptet, war Jaxa von Köpenick bereits von Geburt an Christ

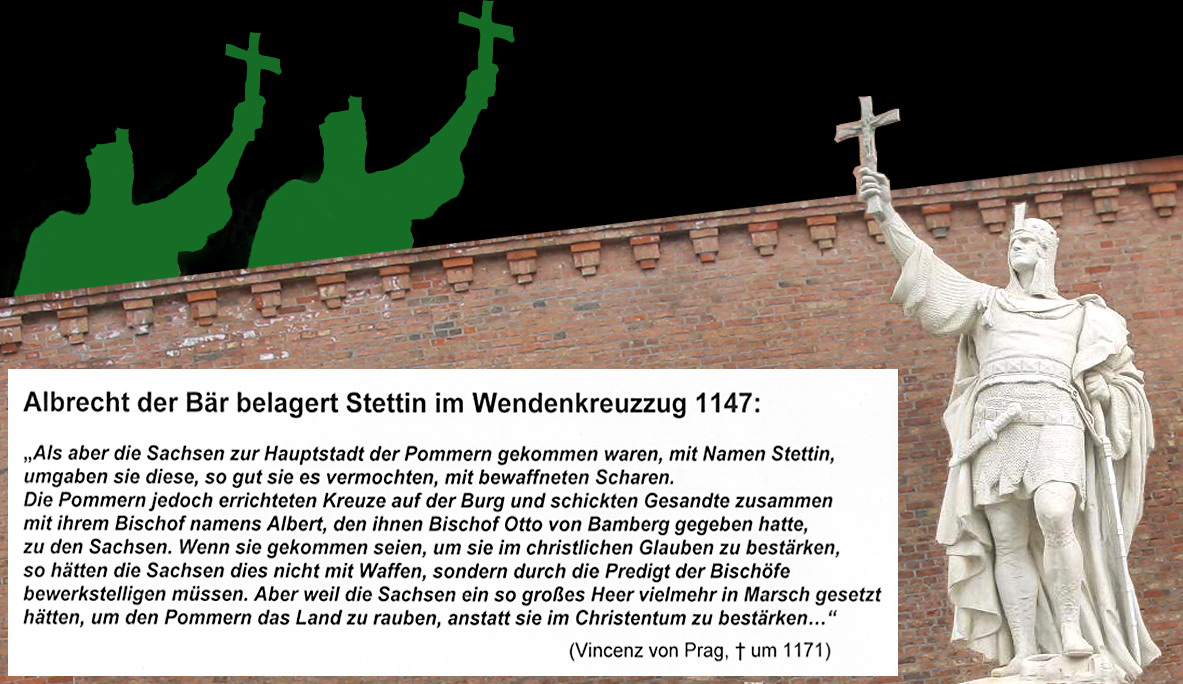
Albrecht der Bär als angeblicher Kulturbringer.
Die Stettiner waren aber bereits seit 1128 christianisiert.

Albrechts Zeitgenossen, der Hevellerfürst Pribislaw-Heinrich und der Sprewanenfürst Jaxa, waren beide bereits getauft. Vermutlich sind die meisten Vorgänger des Hevellerfürsten ebenfalls schon Christen gewesen (siehe oben); Jaxa kam aus Polen, das seit 966 christianisiert war. Mindestens die Oberschichten aller slawischen Nachbarländer waren schon lange getauft: die Böhmen ebenfalls seit dem 10. Jahrhundert, die Obotriten seit dem 11. Jahrhundert, die Pommern seit 1128 (siehe Entstehung der Mark Brandenburg#Christianisierung).
Das Christentum dauerhaft abgelehnt und bekämpft haben nur die Lutizen; nur sie hätten Objekt etwaiger Christianisierungsversuche Albrechts sein können. Jedoch nur die südliche Hälfte des Lutizengebietes kam zur Mark Brandenburg; ausgerechnet in diesen Teilgebieten (Land Ruppin, Land Löwenberg) lag aber die Herrschaft nicht bei Albrecht und seinen Nachfolgern, sondern bei den Grafen von Lindow-Ruppin bzw. Bischöfen von Brandenburg.
Dass Albrechts Christianisierungsversuche gegenstandslos waren, berichtete zeitgenössisch Vincenz von Prag über den Wendenkreuzzug 1147:

„Als aber die Sachsen zur Hauptstadt der Pommern gekommen waren, mit Namen Stettin, umgaben sie diese, so gut sie es vermochten, mit bewaffneten Scharen. Die Pommern jedoch errichteten Kreuze auf der Burg und schickten Gesandte zusammen mit ihrem Bischof namens Albert, den ihnen Bischof Otto von Bamberg gegeben hatte, zu den Sachsen, um sich nach dem Grund zu erkundigen, warum sie denn mit solcher Heeresmacht erschienen wären. Wenn sie gekommen seien, um sie im christlichen Glauben zu bestärken, so hätten die Sachsen dies nicht mit Waffen, sondern durch die Predigt der Bischöfe bewerkstelligen müssen, erklärten die pommerschen Gesandten. Aber weil die Sachsen ein so großes Heer vielmehr in Marsch gesetzt hätten, um den Pommern das Land zu rauben, anstatt sie im Christentum zu bestärken, haben die Bischöfe Sachsens, als sie das hörten, bei einem Treffen mit dem pommerschen Fürsten Ratibor und Bischof Albert beraten, wie Frieden geschlossen werden könne.“

In der besten Quelle über die Christianisierung der Slawen (Helmold von Bosau) sagt der Wagrierfürst Pribislaw zum Bischof von Oldenburg:

„Wenn es dem Herrn Herzog Heinrich der Löwe und Dir richtig erscheint, dass wir eines Glaubens mit dem Grafen Adolf II. von Holstein sind, so sollte man uns auch die Rechte der Sachsen an Gütern und Einkünften geben, dann werden wir gern Christen sein, Kirchen bauen und unseren Zehnt zahlen.“

Als Fazit der Missionierungsversuche sächsischer Fürsten sagt Helmold (I, 68) über Heinrich den Löwen:
„Auf den verschiedenen Feldzügen aber, die er in das Slawenland hinein unternahm, wurde des Christentums gar nicht Erwähnung getan, sondern nur des Geldes.“
Es besteht kein Anlass zur Vermutung, dass Albrecht der Bär in dieser Hinsicht wesentlich anders handelte als Heinrich der Löwe. Selbstverständlich waren die zitierten Quellen den preußischen Historikern mindestens seit Niebuhr und Ranke bekannt. Die letzte Entscheidung über die Gestaltung der Statuen der Siegesallee lag jedoch bei Wilhelm II.

#### Die Kolonisation als angebliche Wohltat

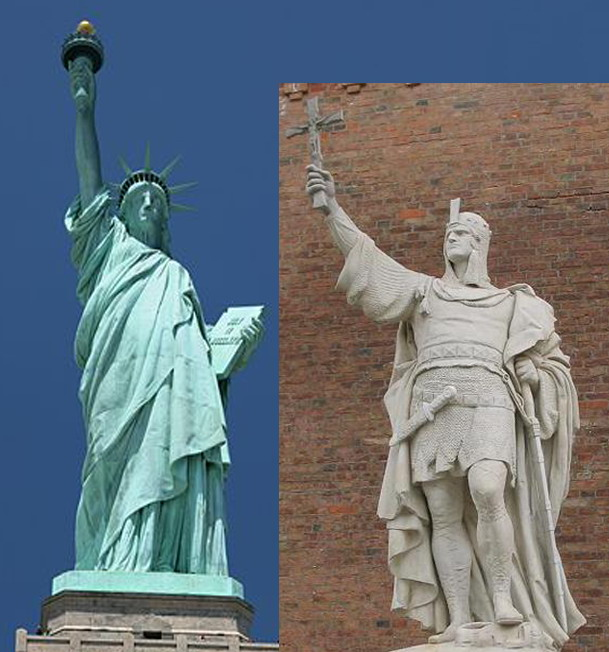
Geschichtsbilder: Freiheitsstatue (1876) und Albrecht der Bär (1898)

Der 1898 errichtete Albrecht reckt symbolhaft das Kreuz, als ob er die Fackel der Freiheit bringen würde, das Licht der Zivilisation. Die Besitznahme fremder Gebiete und die Herrschaft über die dortigen Völker bedurften im Zeitalter des Kolonialismus der Rechtfertigung. Es galt, ein Kulturgefälle zu überwinden. Die Art und Weise, wie dies Kulturgefälle zu überwinden war, entschied der Kolonisator; er stellte dies als einen Akt der Großherzigkeit dar. Der Marineoffizier Francis Garnier (1839–1873) sagte zu dieser Zeit anlässlich der Kolonisation von Französisch-Indochina:

„Diese großzügige Nation Frankreich […] hat von der Vorsehung einen viel größeren Auftrag als die Ausdehnung seines Handels und Gewinnstreben erhalten, nämlich die Rassen und Völker, die noch Sklaven der Dummheit und Unterdrückung sind, zu befreien, sie zum Licht und zur Freiheit zu rufen.“

Diese wohlmeinende Bevormundung der „dummen und unterdrückten Rassen und Völker“ wurde auch nach dem Ersten Weltkrieg vom Völkerbund aufrechterhalten:

„Auf die Kolonien und Gebiete, […] die von solchen Völkern bewohnt sind, die noch nicht imstande sind, sich unter den besonders schwierigen Bedingungen der heutigen Welt [1919] selbst zu leiten, finden die nachstehenden Grundsätze Anwendung: Das Wohlergehen und die Entwicklung dieser Völker bilden eine heilige Aufgabe der Zivilisation, und es ist geboten, in die gegenwärtige Satzung Bürgschaften für die Erfüllung dieser Aufgabe aufzunehmen.“

Die Kolonien der westlichen Mächte, soweit sie nicht beibehalten wurden, wurden in Protektorate und Mandate umgewandelt. Der deutsche Kolonialforscher Albrecht Wirth (1866–1936) hatte bereits 1901 ausgeführt:

„Ein Volk braucht Land, um sich zu rühren, Land um sich zu ernähren. Aber kein Volk mehr als das deutsche, das so rasch sich vermehrt und dem die alte Wohnung so qualvoll eng geworden. Wenn wir nicht bald frischen Boden gewinnen, gehen wir unfehlbar einer furchtbaren Katastrophe entgegen. Einerlei ob in Brasilien, Sibirien, Anatolien oder Südafrika, wenn wir uns nur wieder freudig und frei regen und unseren Kindern Luft und Licht in reichlicher und guter Beschaffenheit bieten können.“

Deutschland verlor mit dem Ersten Weltkrieg seine wenigen Kolonien restlos; die Hohenzollern regierten nicht mehr. Albrecht reckte das Kreuz weiterhin in der Siegesallee. Er vermittelte nicht die Botschaft, dass es mit seiner damaligen zivilisatorischen Dienstleistung sein endgültiges Bewenden hatte. „Licht und Luft für unsere Kinder“ wurden nun östlich der Weichsel bei den slawischen Nachbarn gesucht. Fontane:

„Aber in einem waren sie [die Slawen] ihnen [den Deutschen] allerdings unebenbürtig, in jener gestaltenden, große Ziele von Generation zu Generation unerschütterlich im Auge behaltenden Kraft, die zu allen Zeiten der Grundzug der germanischen Race gewesen und noch jetzt die Bürgschaft ihres Lebens ist.“

Durch die Ostverträge und die Anerkennung der Oder-Neiße-Grenze wurde der Streit um Gebiete zwischen Deutschland und seinen slawischen Nachbarn endgültig beendet. Die Redensarten „Polacken“ und „polnische Wirtschaft“ sind noch heute zu hören.

#### Fazit
Unbeschadet der geschichtspolitischen Verzerrungen bleibt es das Verdienst der Hohenzollern, in der Nachfolge der Askanier durch beharrliche Politik ein Brandenburg als Kern Preußens geschaffen zu haben, symbolhaft verdichtet im Roten Adler, zu dem scheinbar von Anfang an auch das Land Jüterbog und die Niederlausitz gehört haben, tatsächlich aber erst seit 1815 und ohne die Altmark westlich der Elbe.